# Hierapolisz
Hierapolisz (Hierapolis; görögül: Ἱεράπολις, „szent város”, de eredetileg egy Hiera nevű személy városa) egy ősi város közvetlenül Pamukkale mellett Délnyugat-Törökországban, Denizli városától légvonalban 17 km-re északra.
Hierapolisz része az UNESCO világörökségi helyszíneinek; nem tévesztendő össze a szíriai Hierapolisz Bambüké (Mabog) városával.
Pamukkale gyógyvizű forrásait már az i. e. 19. században is használták. II. Attalosz pergamoni király emelt egy templomot a Lükosz-völgyi Hüdrala fölött, amely magjává lett Hierapolisz városának. A várat a IV. Szeleukosz elleni győztes háborúja emlékére emelte. A város neve eredetileg nem a szentség fogalmára utalt, hanem a Pergamont alapító müsziai király feleségének, Hierának a nevét kapta. Hierából hamarosan Hierapolisz lett, amelynek másodlagos jelentése a Szent Város. II. Eumenész idején az uralkodó anyja, Apollónisz volt a város védnöke. III. Attalosz i. e. 133-ban Rómára hagyta országát, így Hierapolisz is római fennhatóság alá került.
A termálvíz aktív szubvulkáni tevékenységhez kötődik, így a város többször romba dőlt és épült újjá. 17-ben, Tiberius idején egy óriási földrengés teljesen lerombolta, és csak 60-ban, Nero alatt kezdődött meg az újjáépítés. A római idők fénykora a 217-ig tartó időszak, amikor például Hadrianus és Caracalla nagy mennyiségben importálták a termálvizet a fürdőikhez. Caracalla ekkor Laodikeiában is nagy fürdőt építtetett.
A város egészen a szeldzsuk hódításokig élénk maradt. Az 1071-es manzikerti csata után háborús hadszíntérré vált, ahol változó sikerrel 1097-ig gyakran cserélt gazdát a terület. II. Ióannész bizánci császár idején épültek az utolsó bizánci létesítmények. Egészen 1210-ig ismét változó fennhatóság volt, míg Gıyaseddin Keyhüsrev végleg el nem foglalta.
Európa minden részéről érkeztek ide a gyógyulni vágyók. Sokan telepedtek le Hierapoliszban és haltak meg itt. A temető hatalmas területen fekszik, rengeteg, kőből emelt síremlékkel, ami miatt kiérdemelte a nekropolisz elnevezést is. A források különlegessége, hogy nagy területen, lépcsőzetesen helyezkednek el.
1534-ben azonban egy újabb földrengés rázta meg a területet, és teljesen lerombolta a várost, mely elhagyatott vidékké vált. Amikor a 20. században újra fölfedezték Pamukkale Pamutkastélyát, a várost feltárták, és egy múzeumot létesítettek a leletek kiállításához. Hierapoliszban találjuk Kleopátra fürdőjét, melyben a legenda szerint maga Kleopátra, az egyiptomi királynő fürdőzött. A forrás fölé épült,  márványkővel kirakott ősi uszodában a látogatók is megmártózhatnak. 
Jelenleg olasz tudósok dolgoznak a város helyreállításán. Az egykori főutcát övező oszlopokat is ők állították fel újra. A romok között megtekinthetők többek között egy bazilika és egy színház romjai is. A várost övező környék parkosítása és kövezése jelenleg is folyik, melynek célja, hogy megkönnyítsék az egyre növekvő számú turista eljutását Hierapoliszon keresztül Pamukkale medencéihez. 2011-ben egy templomban sírhelyre bukkantak, amely a feltételezések szerint Fülöp apostol nyughelye.

## Galéria

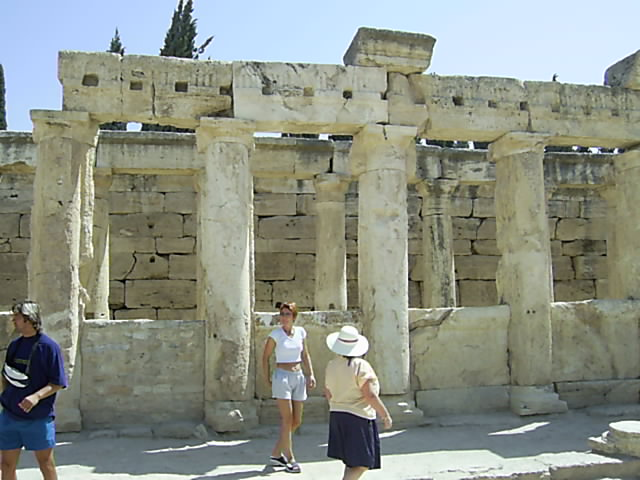
A helyreállított oszlopos út
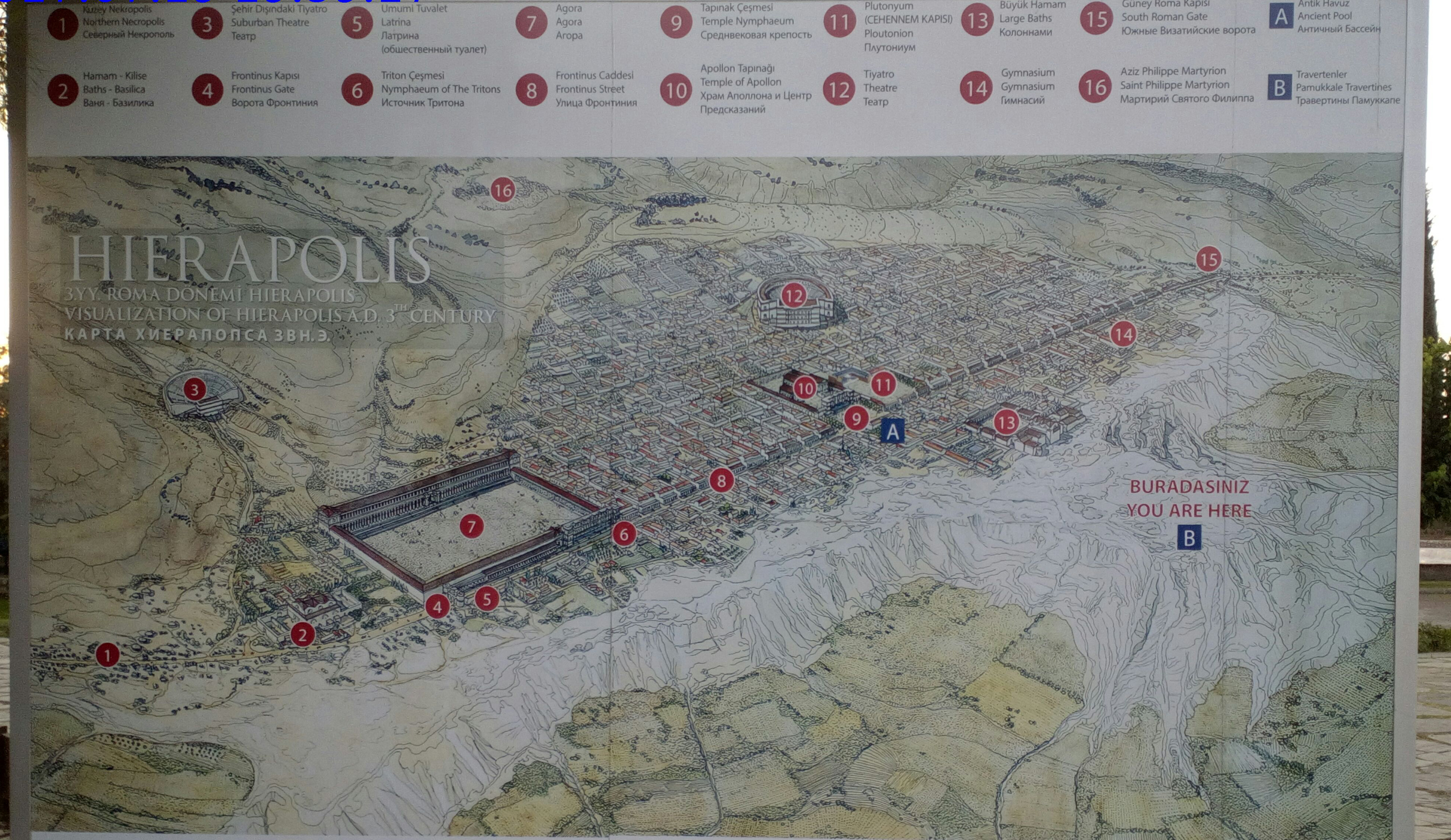
A központi fürdő mellett kiállított tájékoztató térkép az ókori Hierapoliszról
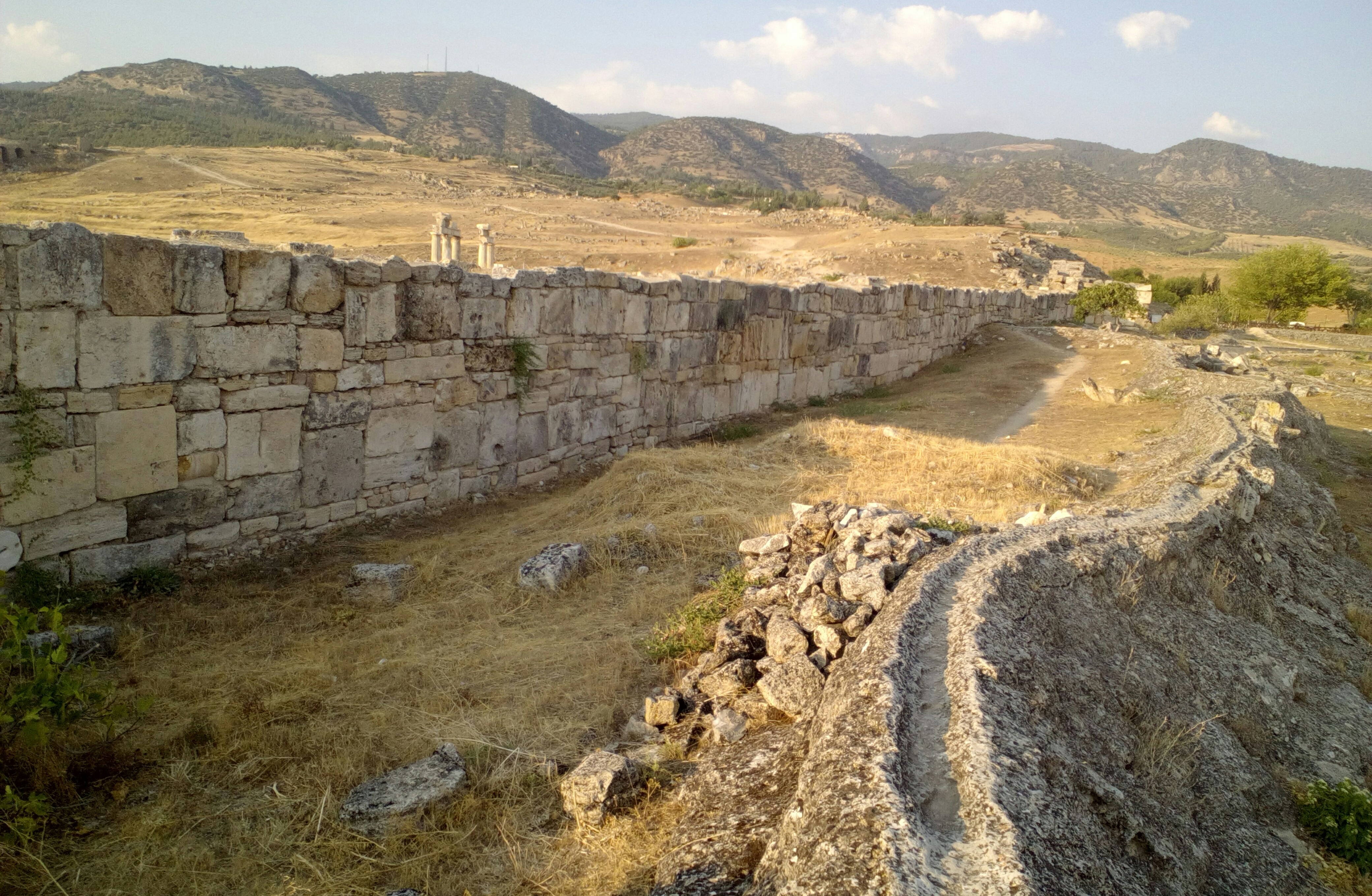
A déli városfal
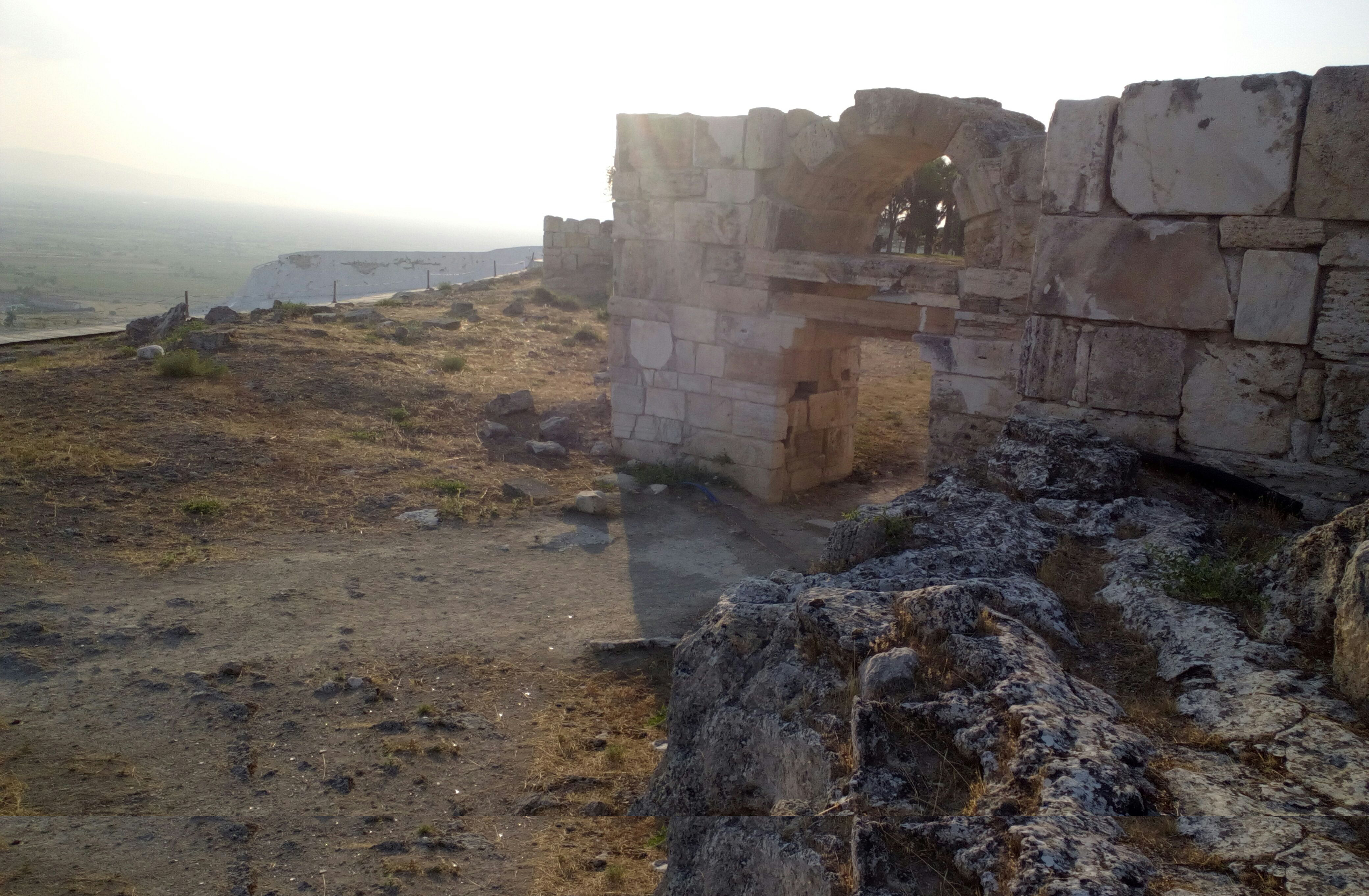
A város délnyugati sarkán álló „római kapu”
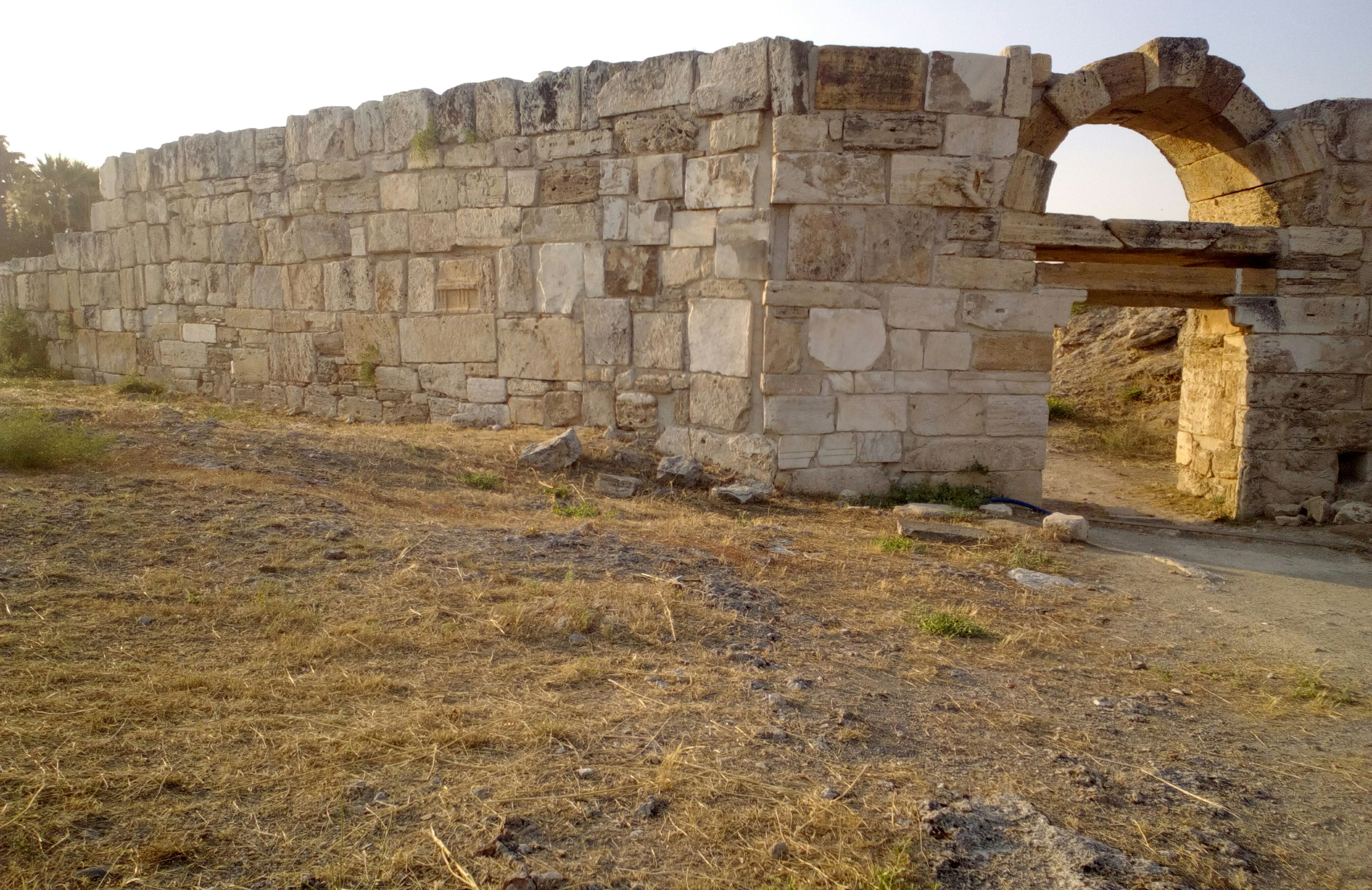
A „római kapu” délnyugatról
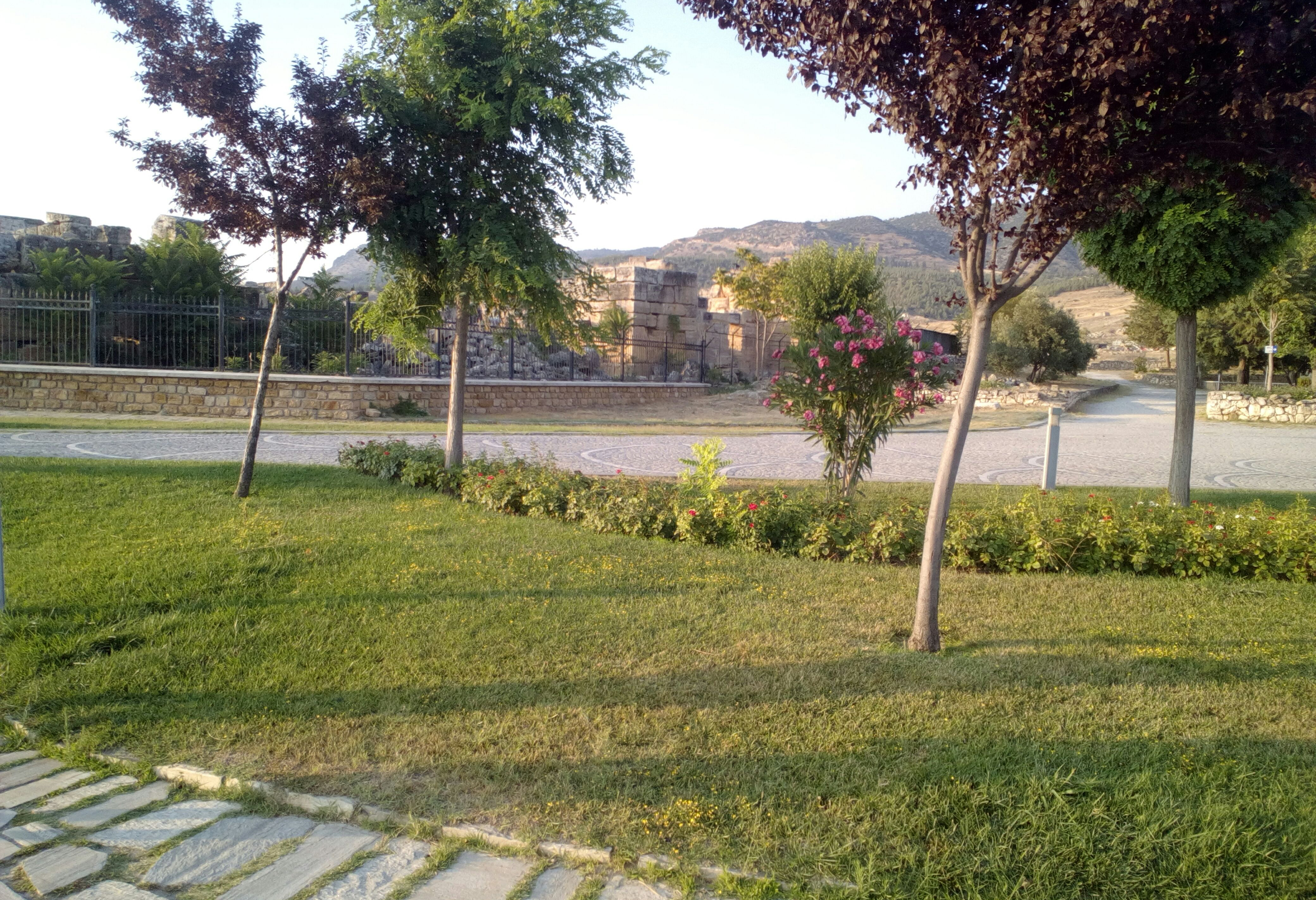
A Nagy Fürdő előtti park
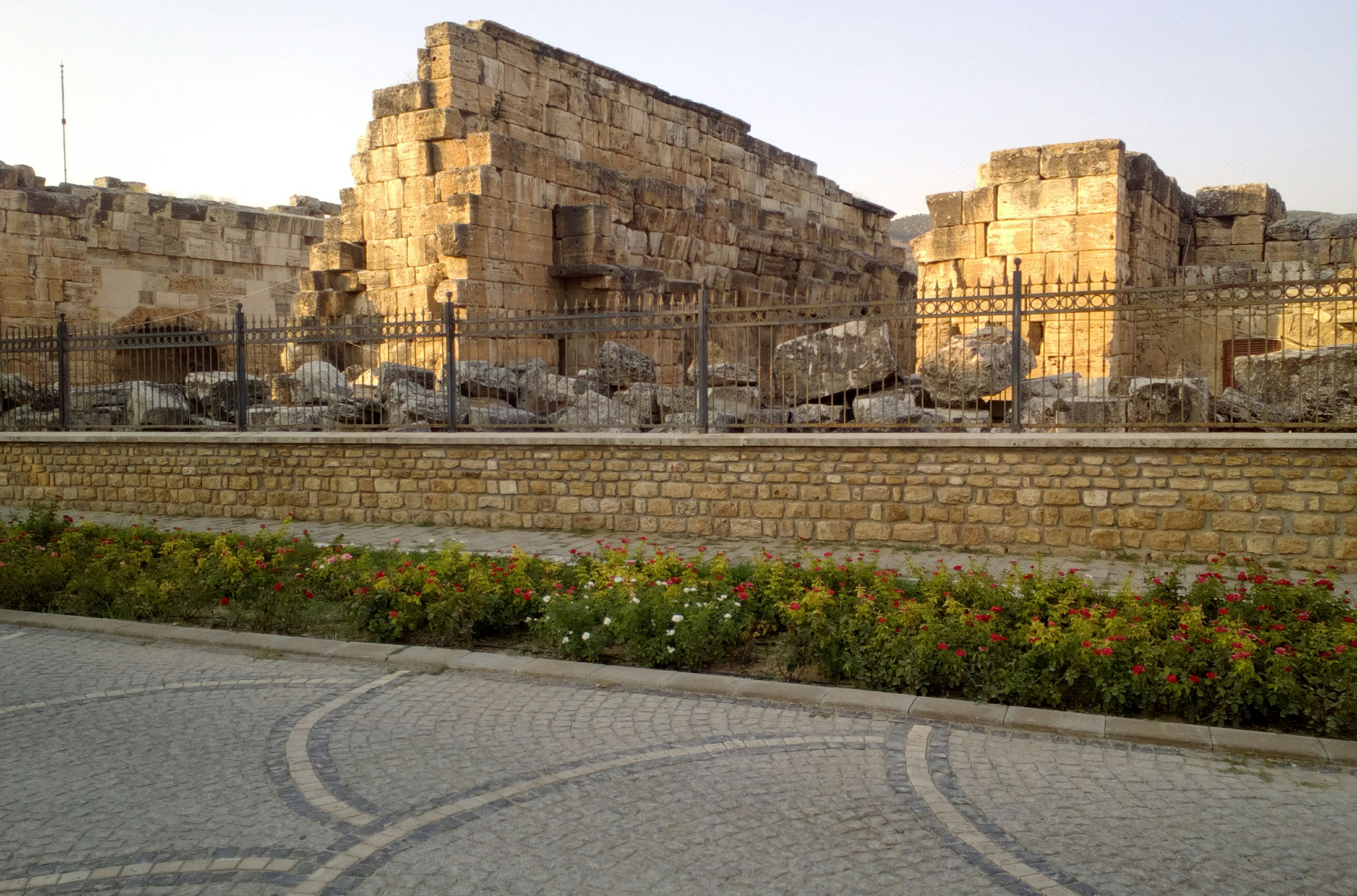
A Nagy Fürdő, vagy Központi Fürdő kívülről
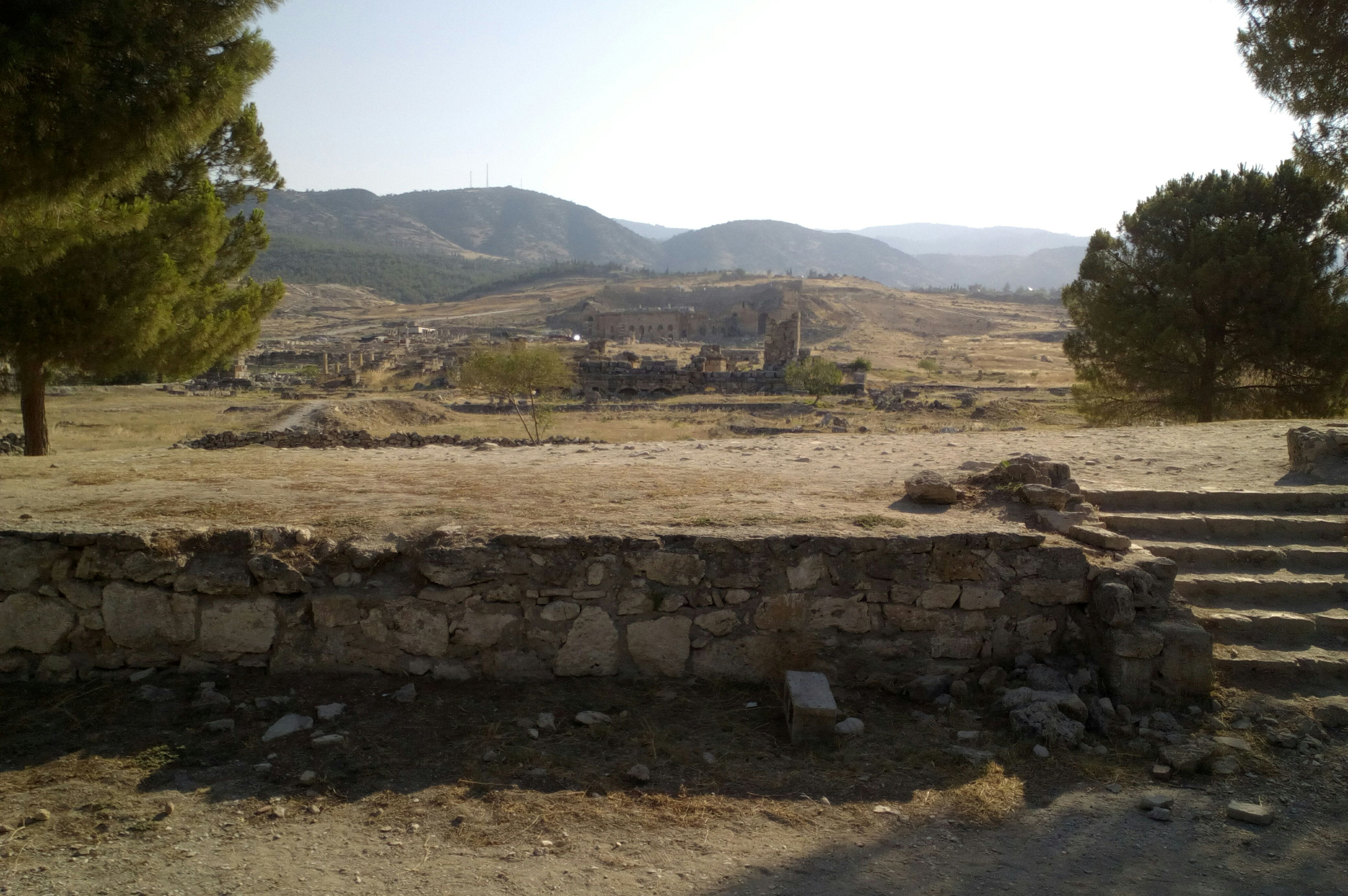
Az aréna látképe a város felől
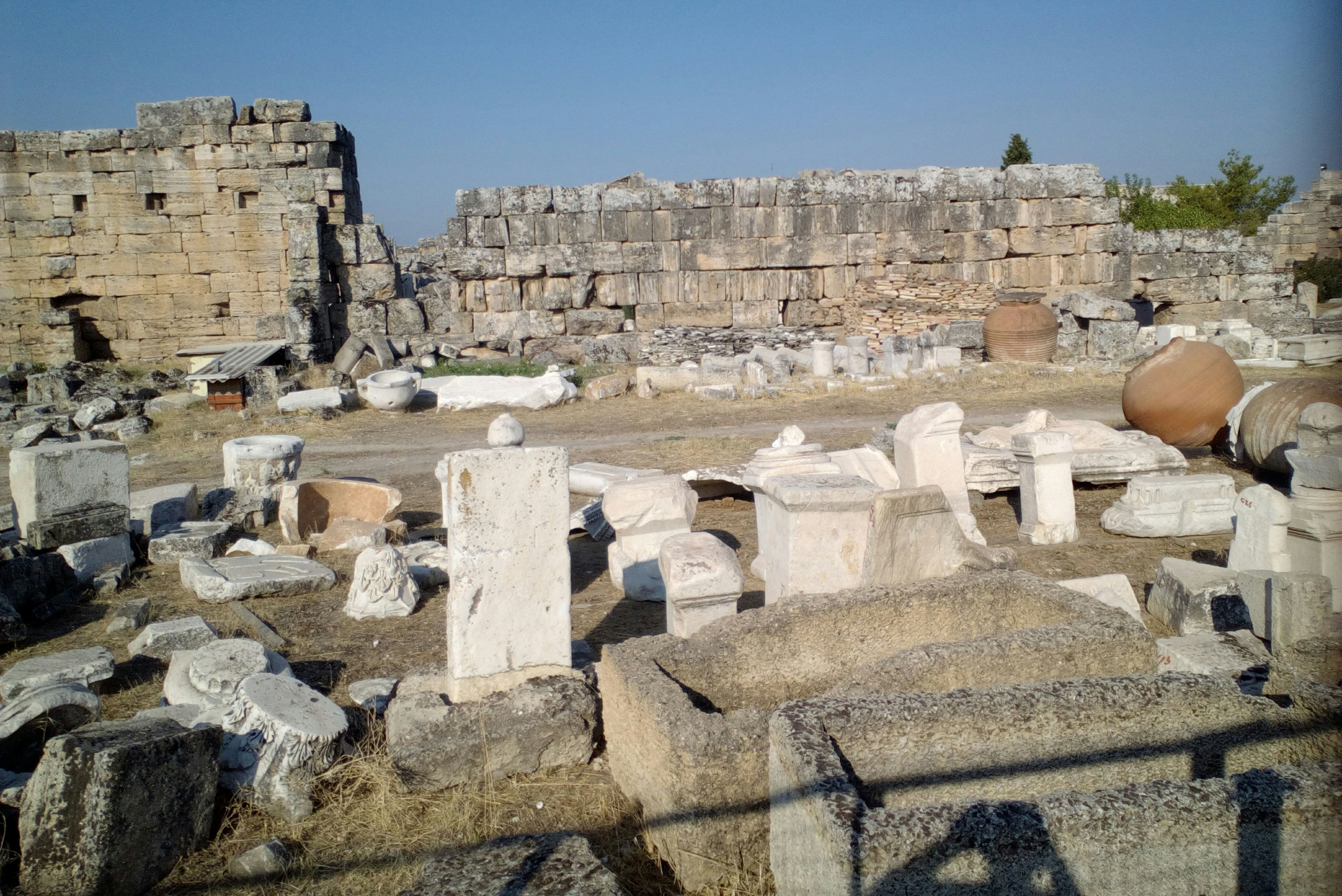
A Nagy Fürdő belülről
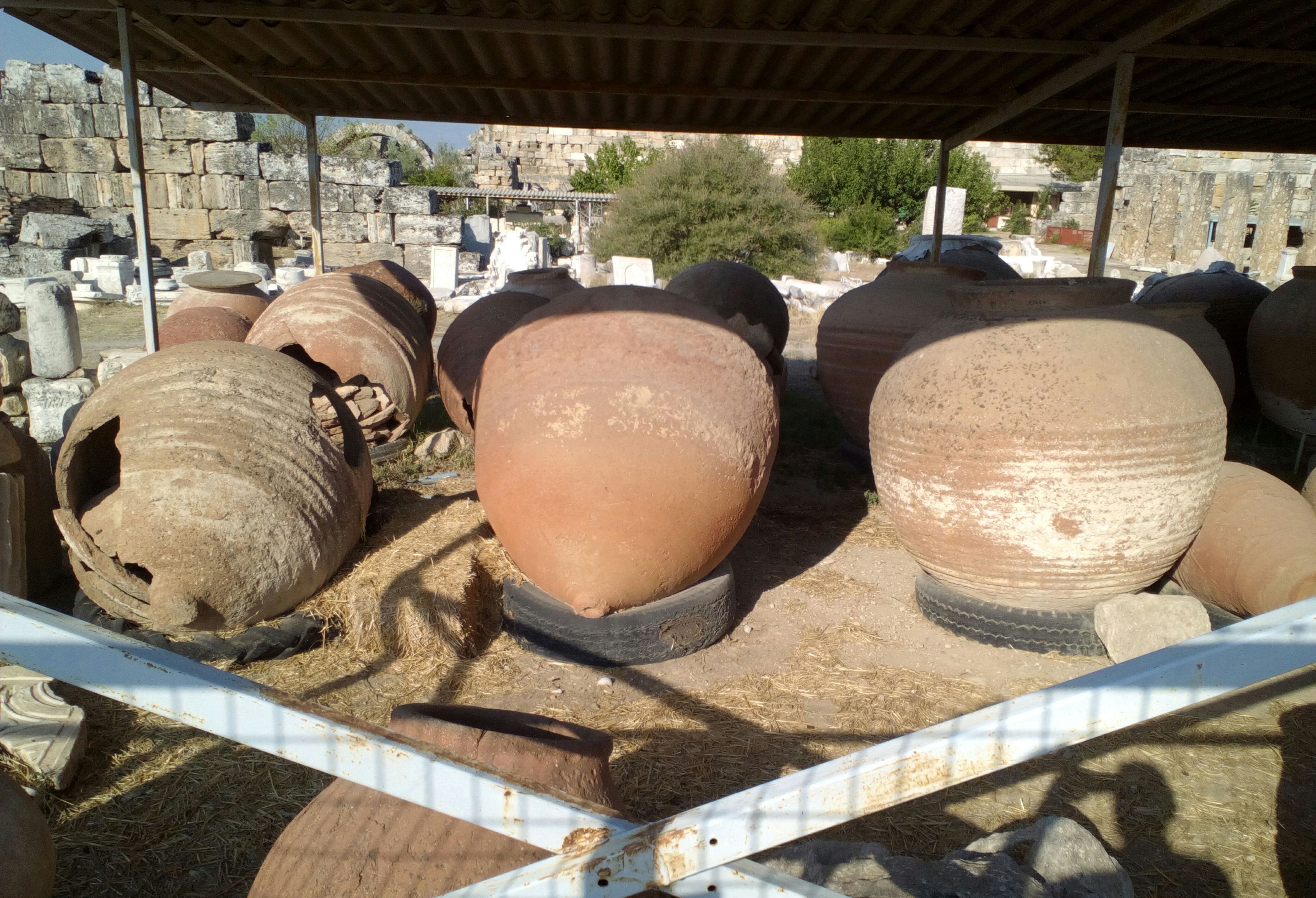
A Nagy Fürdőben talált hatalmas víztároló edények
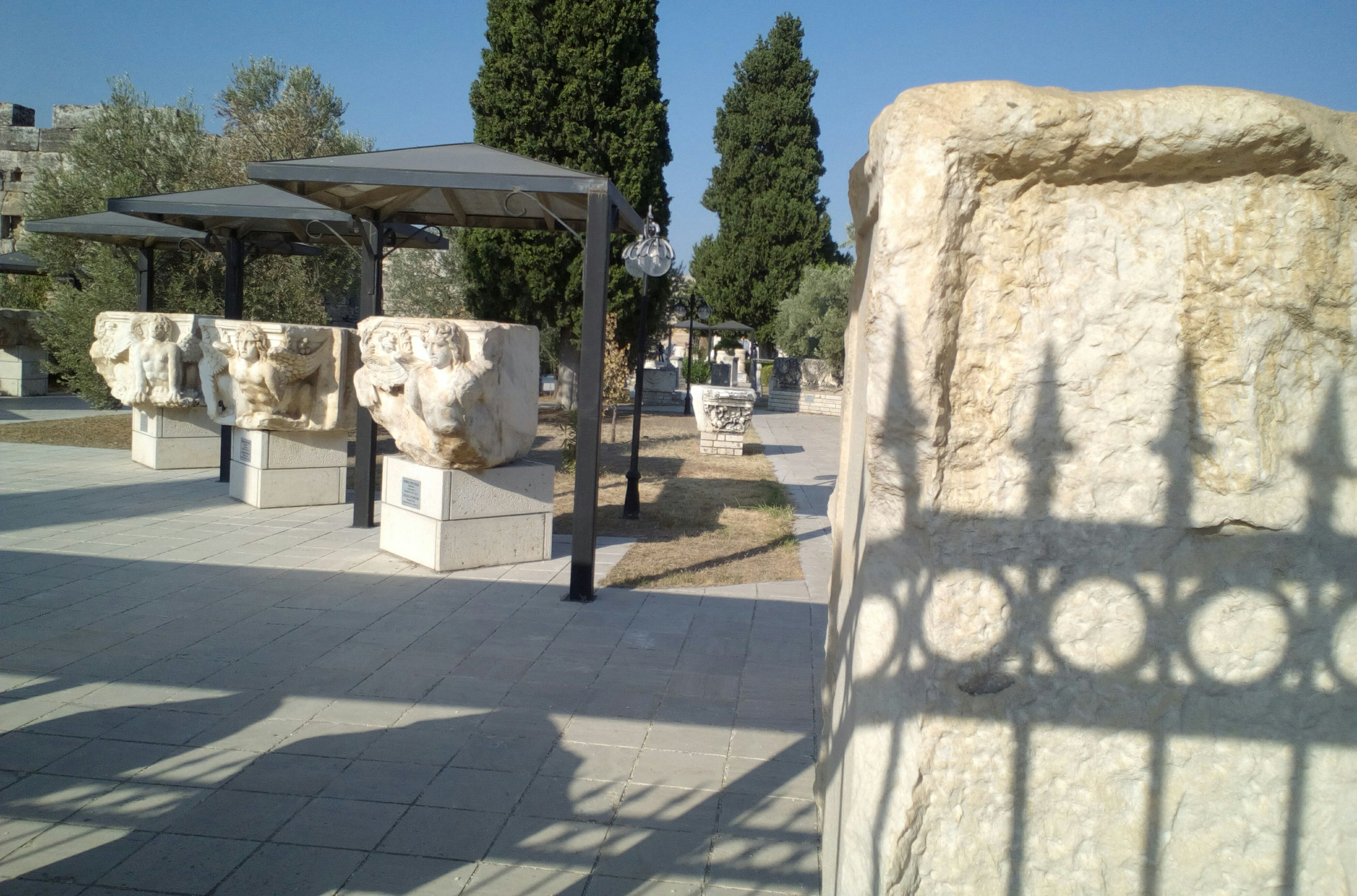
A Nagy Fürdő egykori homlokzati faragványai
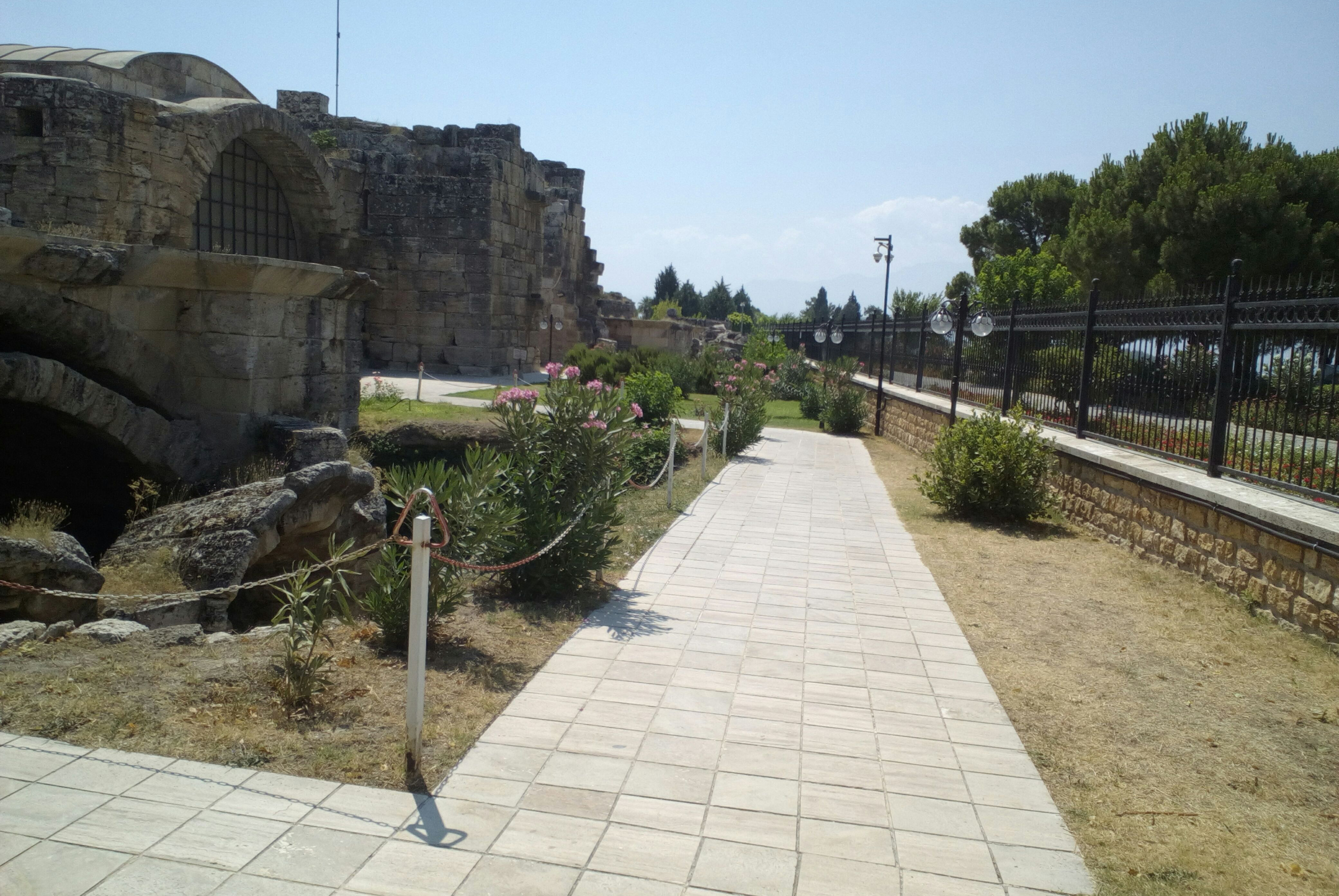
A Nagy Fürdő bejárata
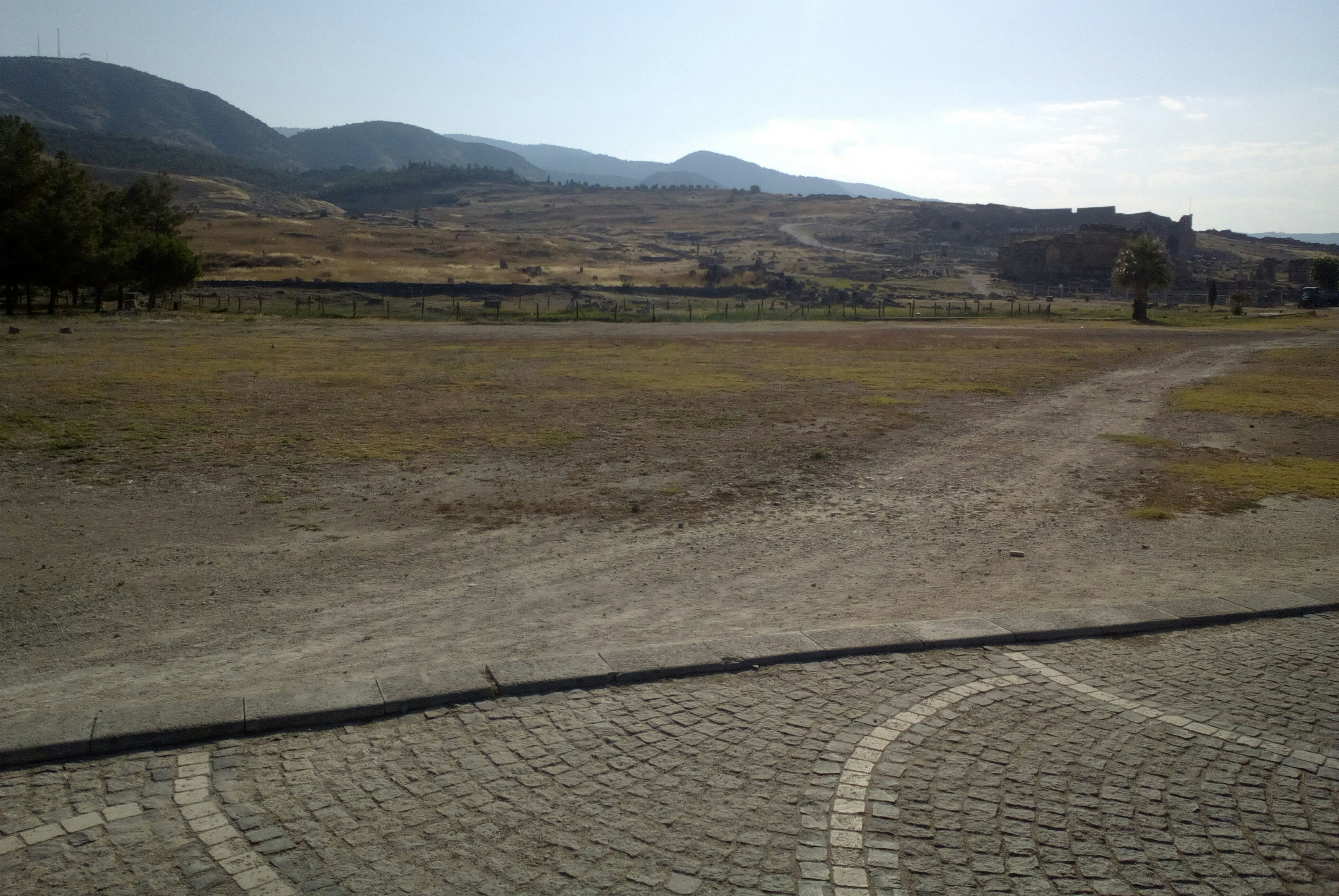
Az aréna látképe a lakóövezet felől
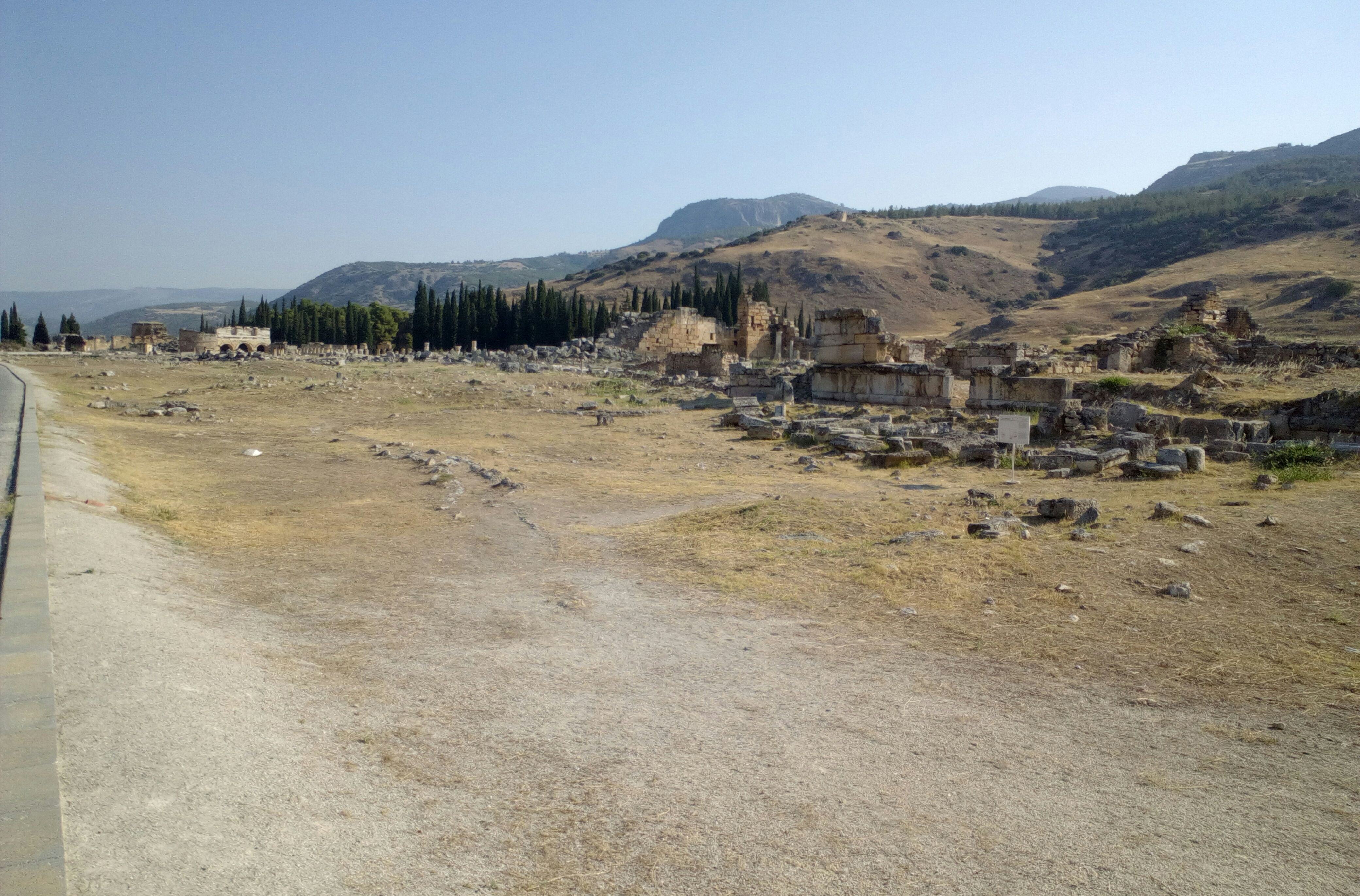
Lakóövezet az Apollón-templom és a Nagy Agóra között
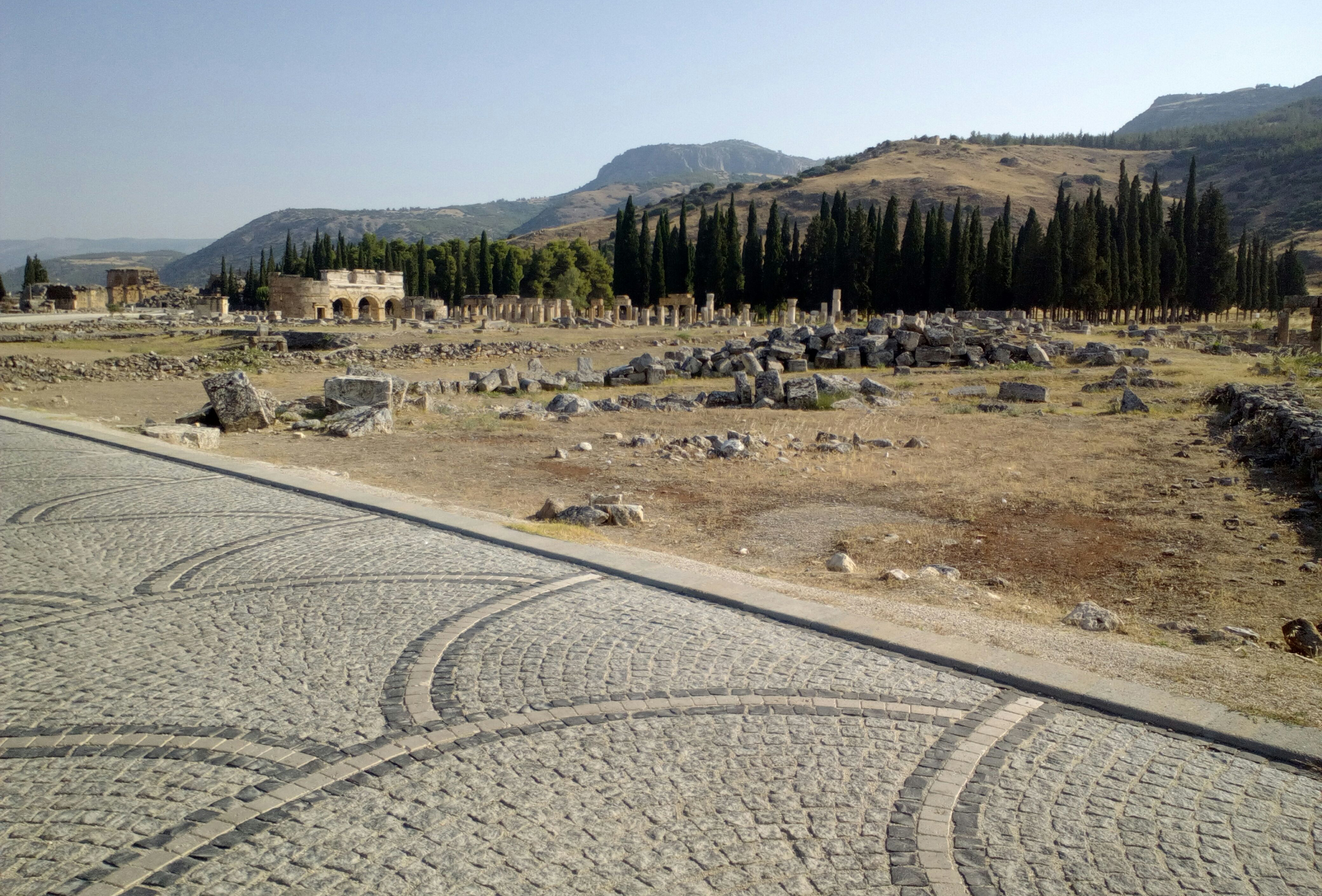
Lakóházak romjai
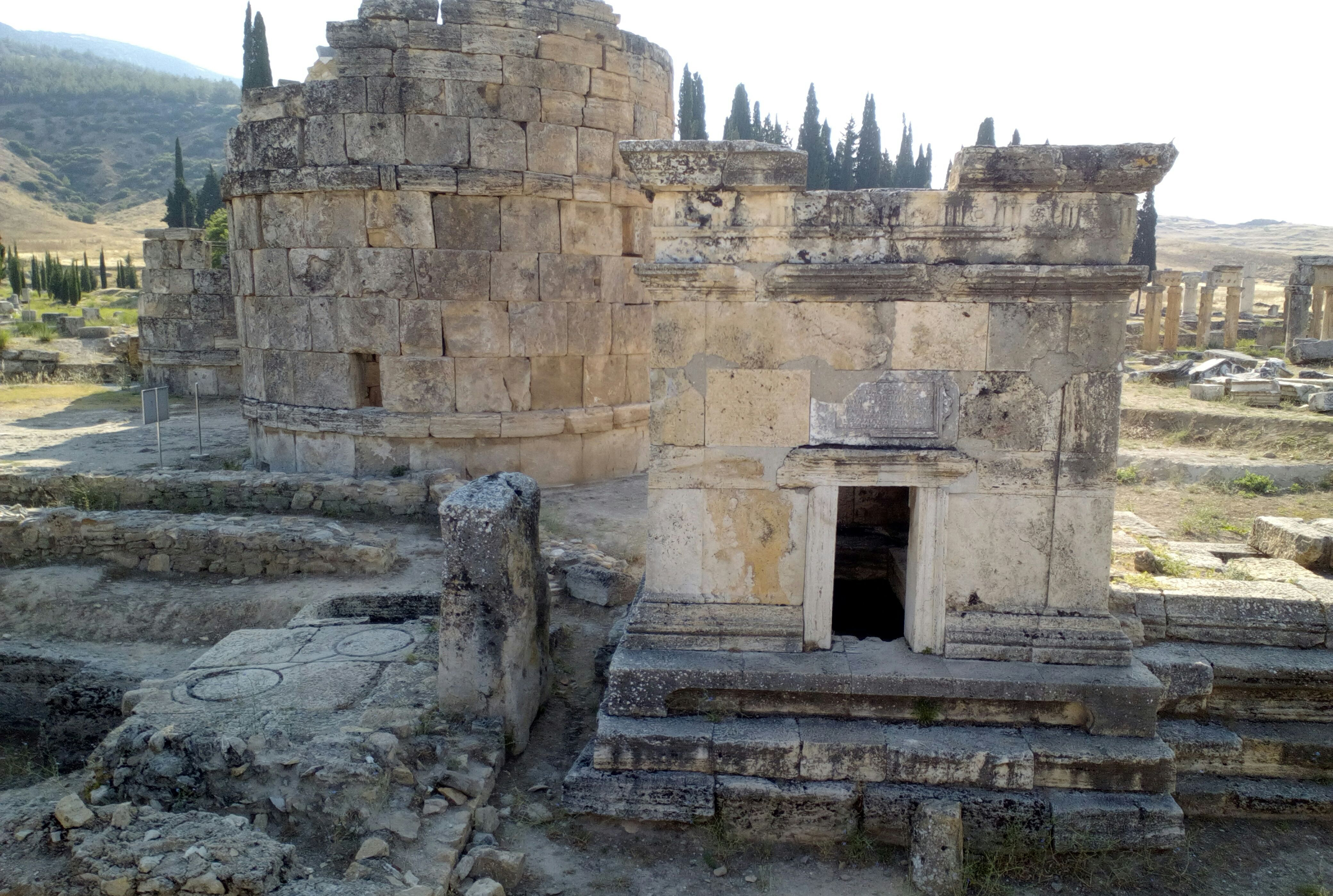
Sírhely a templomkörzet határán
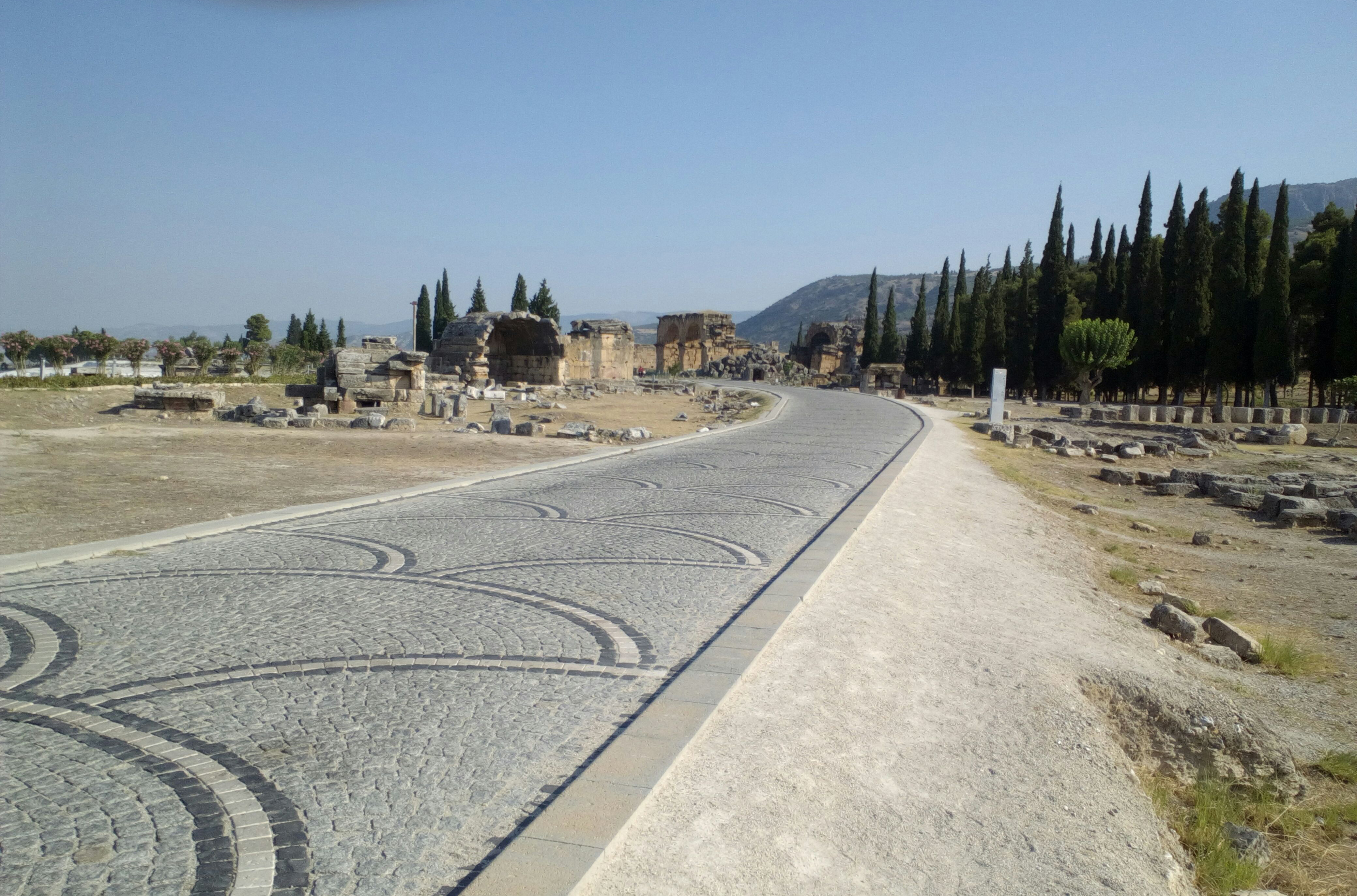
A templomkörzet, háttérben a „Fürdőtemplom”
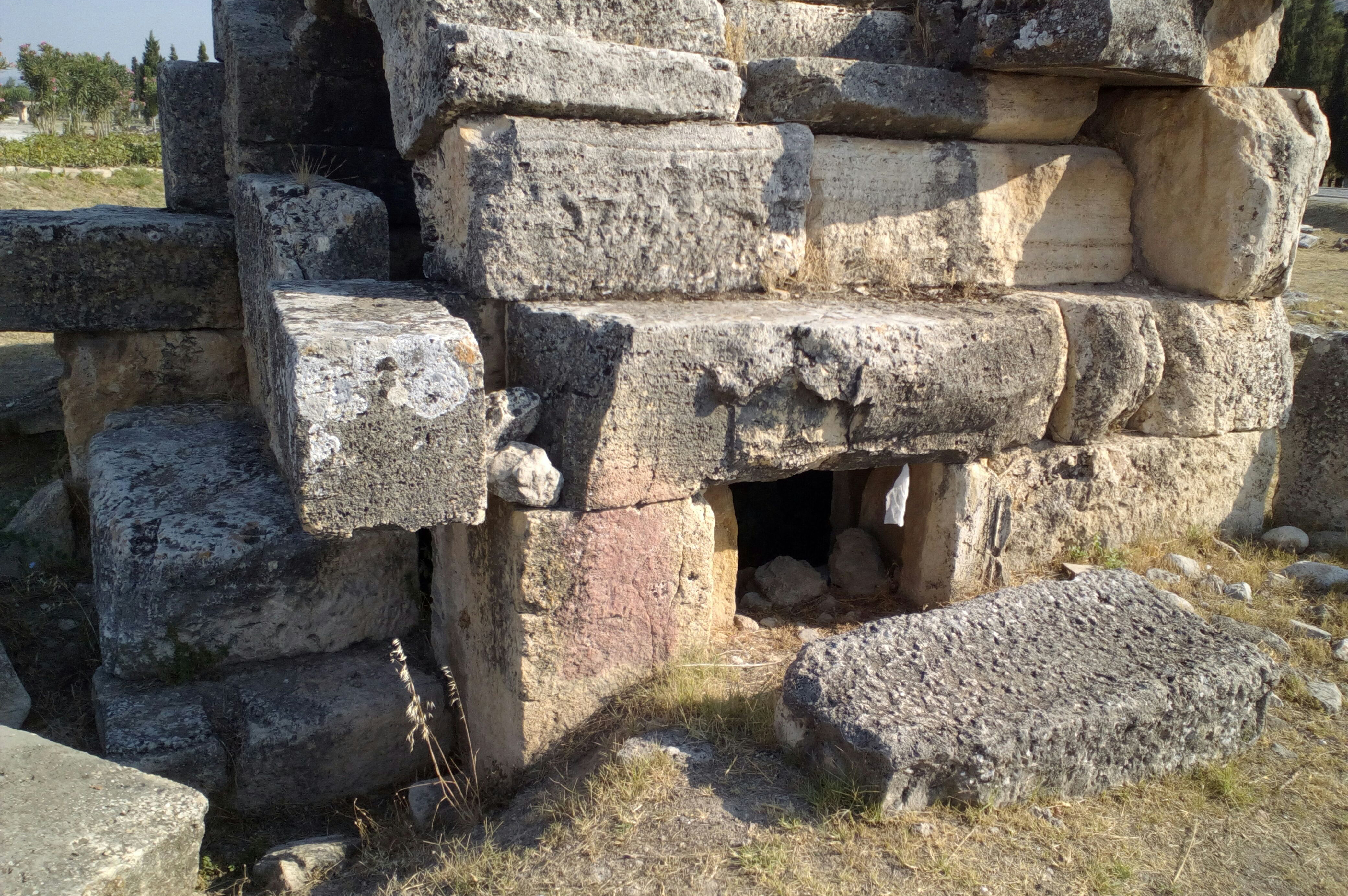
Sírépítmény
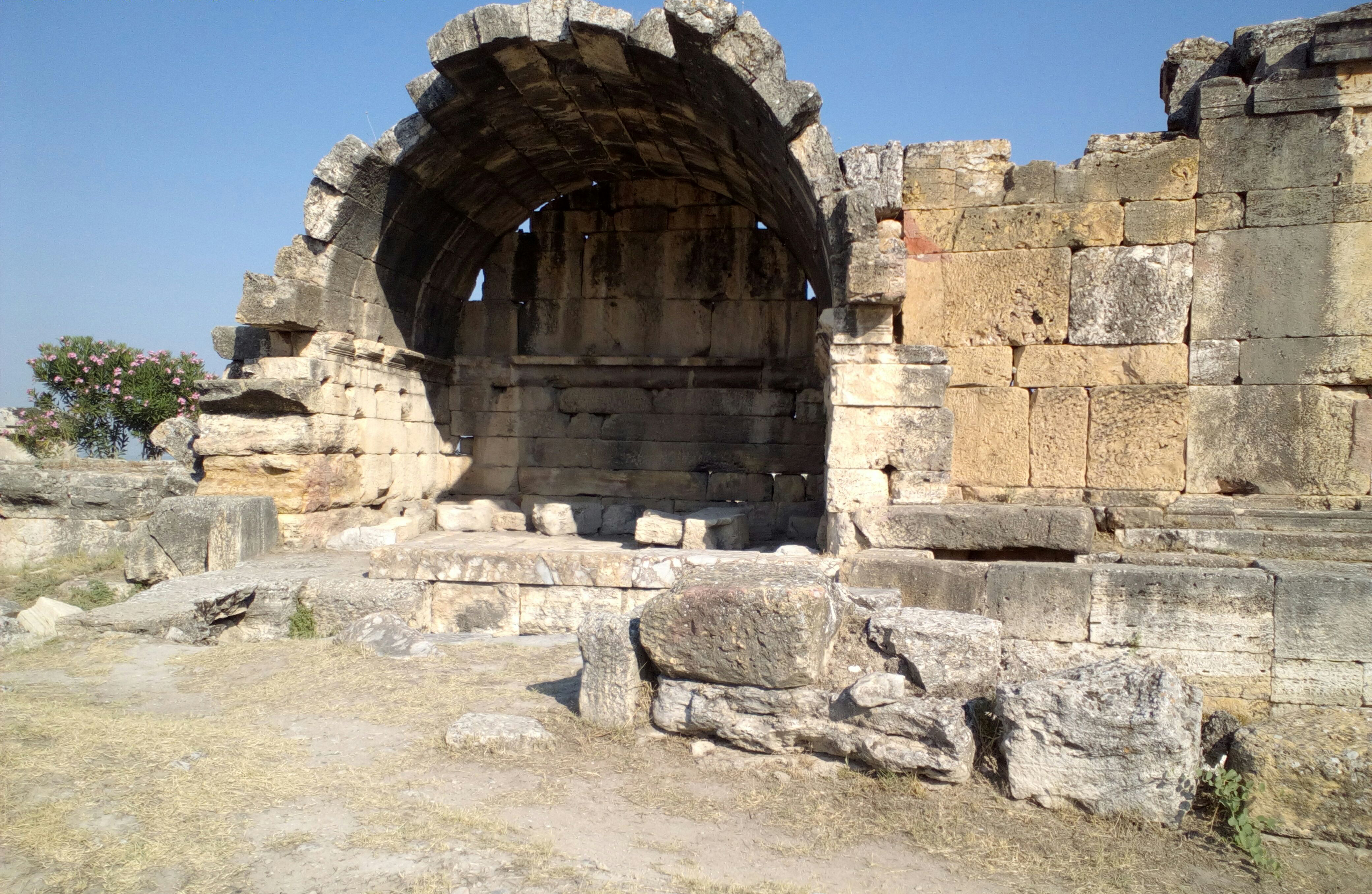
Szentély
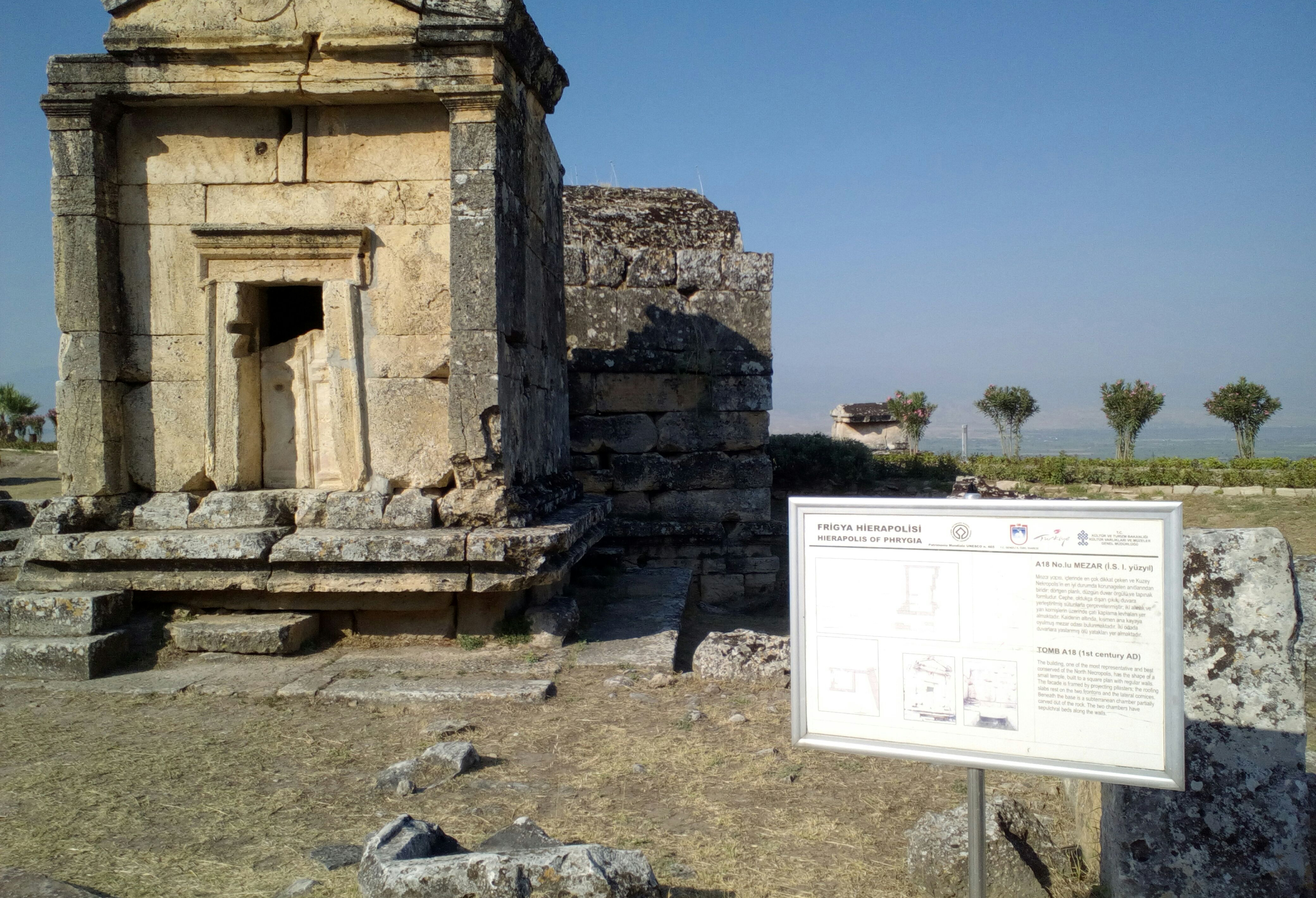
Az A18-as sír az északi nekropoliszban
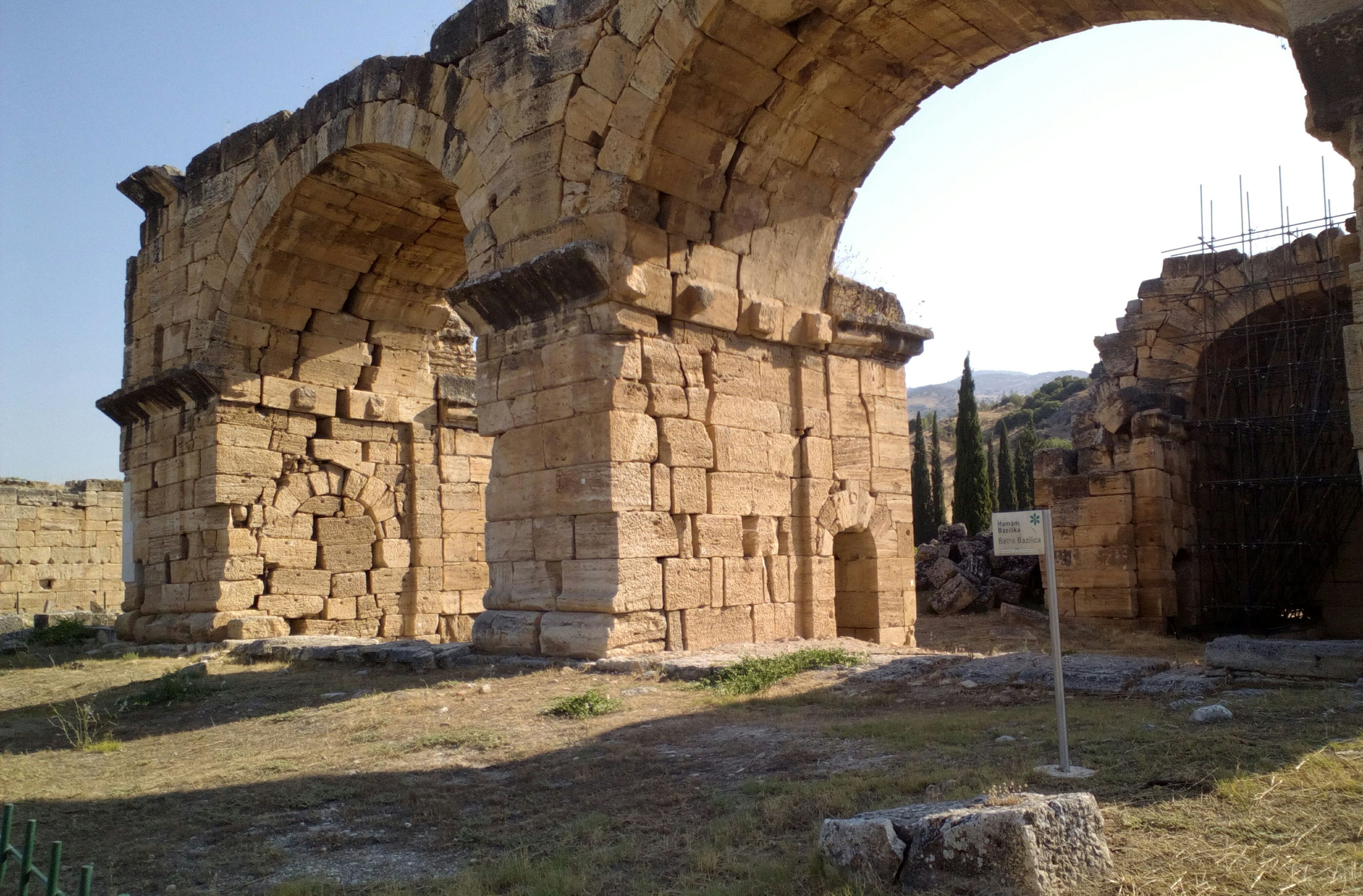
A „Fürdőtemplom”
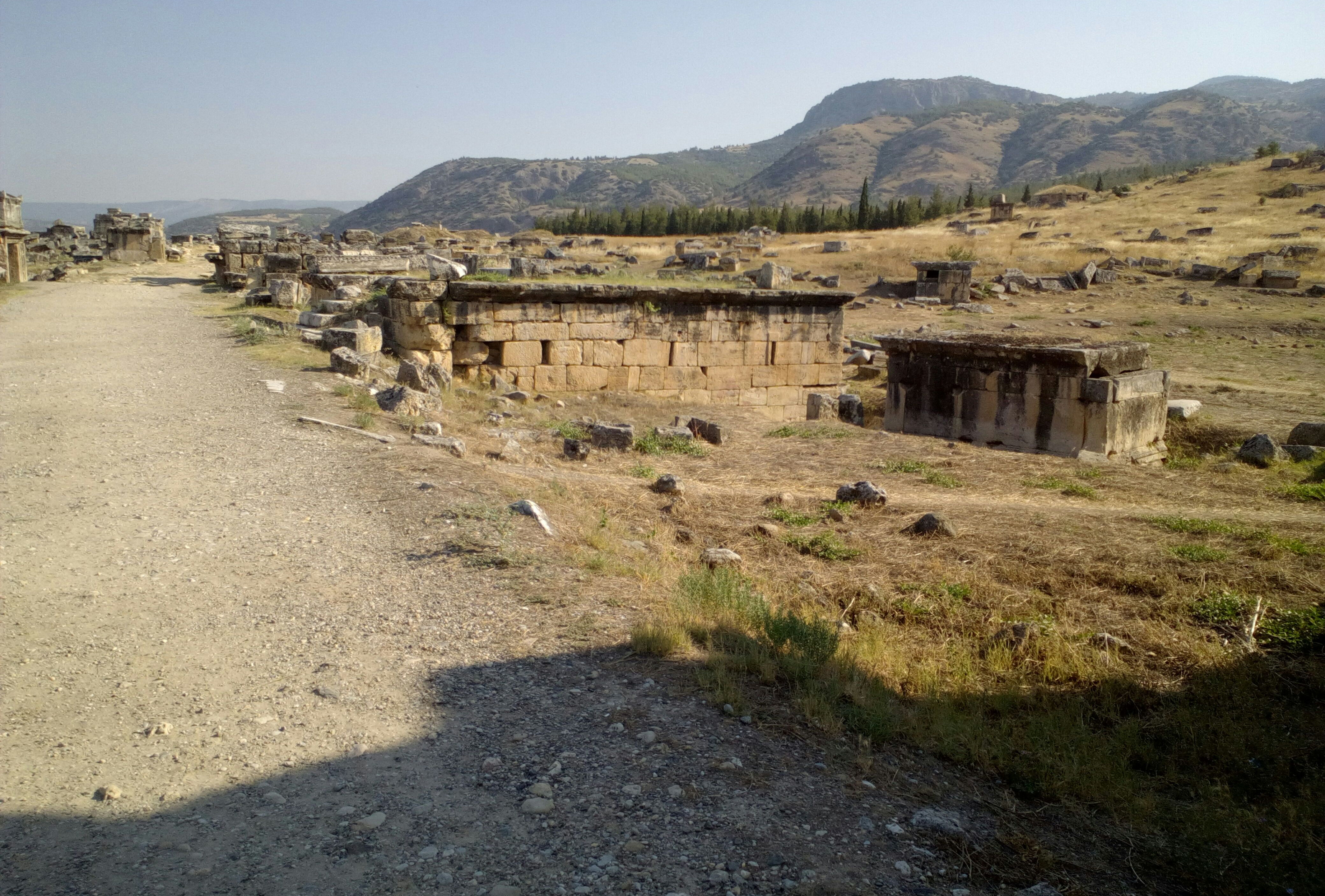
A nekropolisz látképe
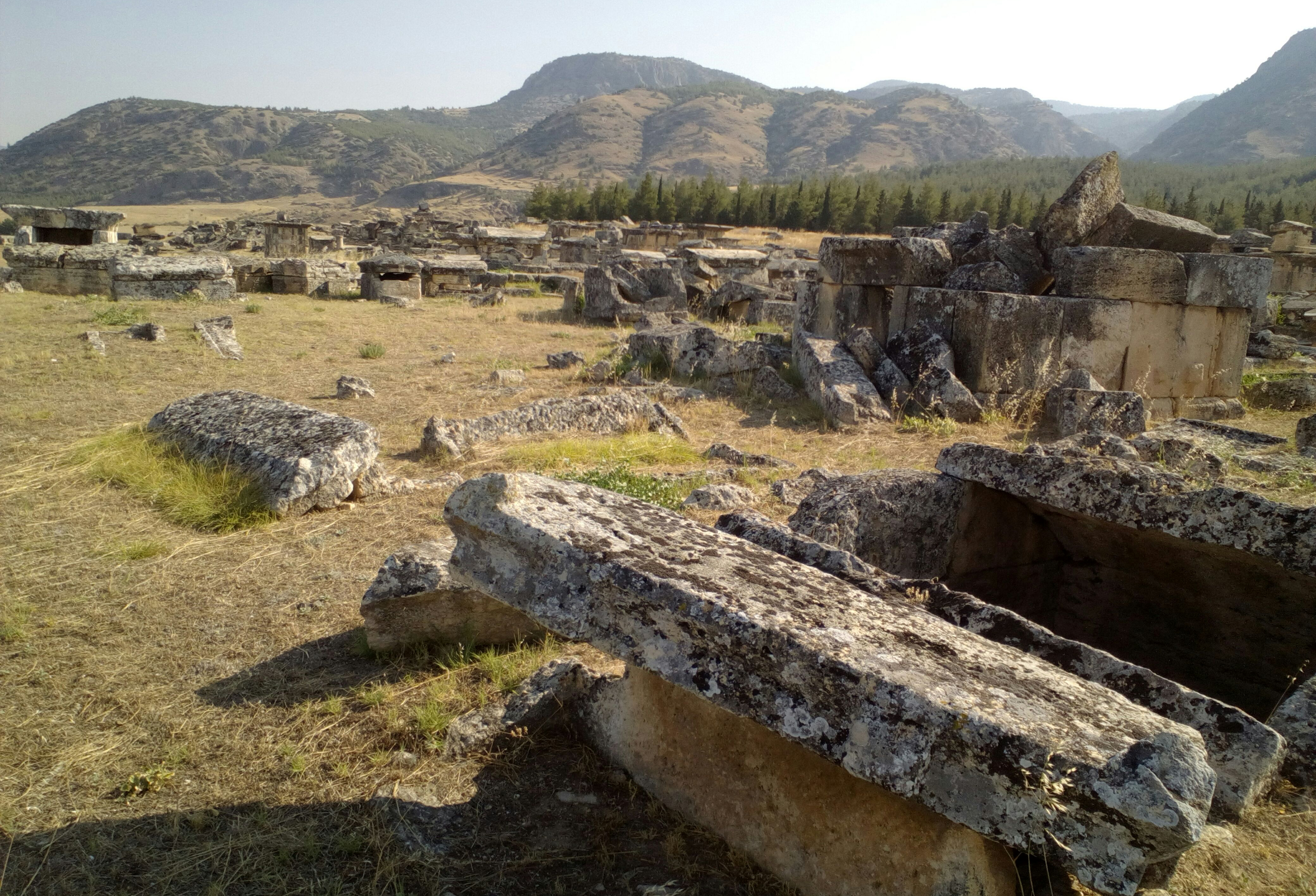
Sírok
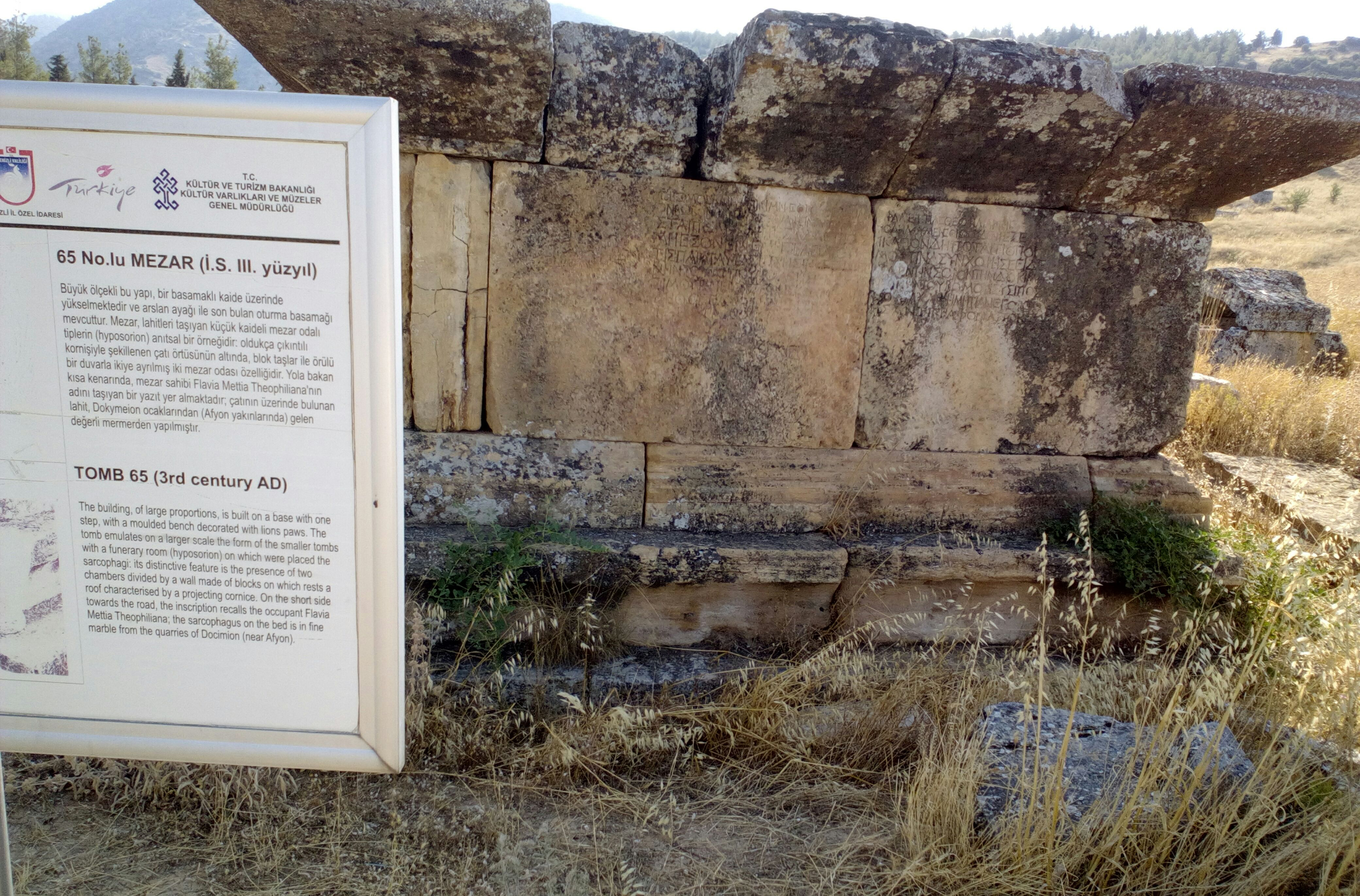
A 65-ös sír hátsó oldala
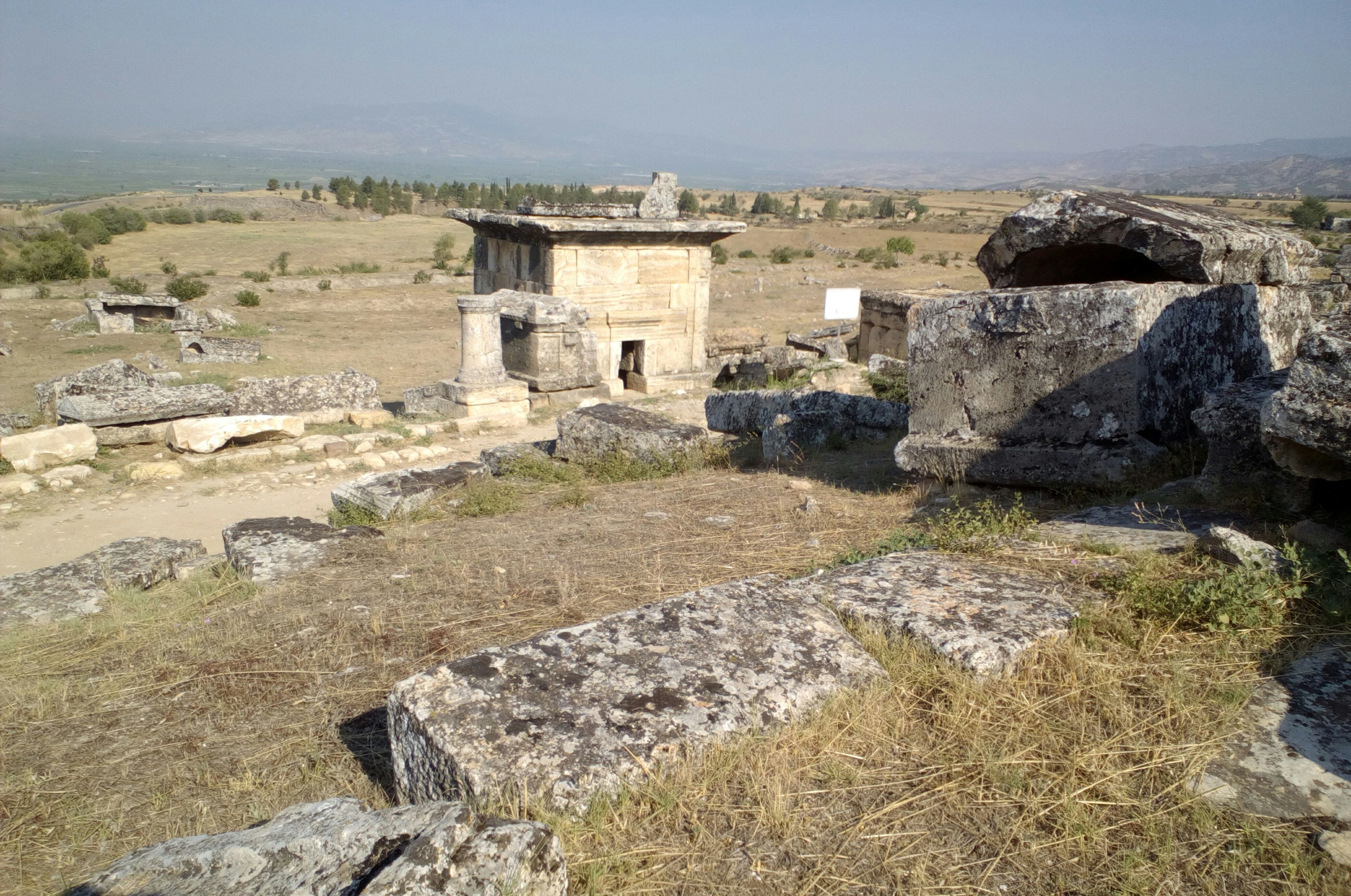
A 65-ös sír és környéke
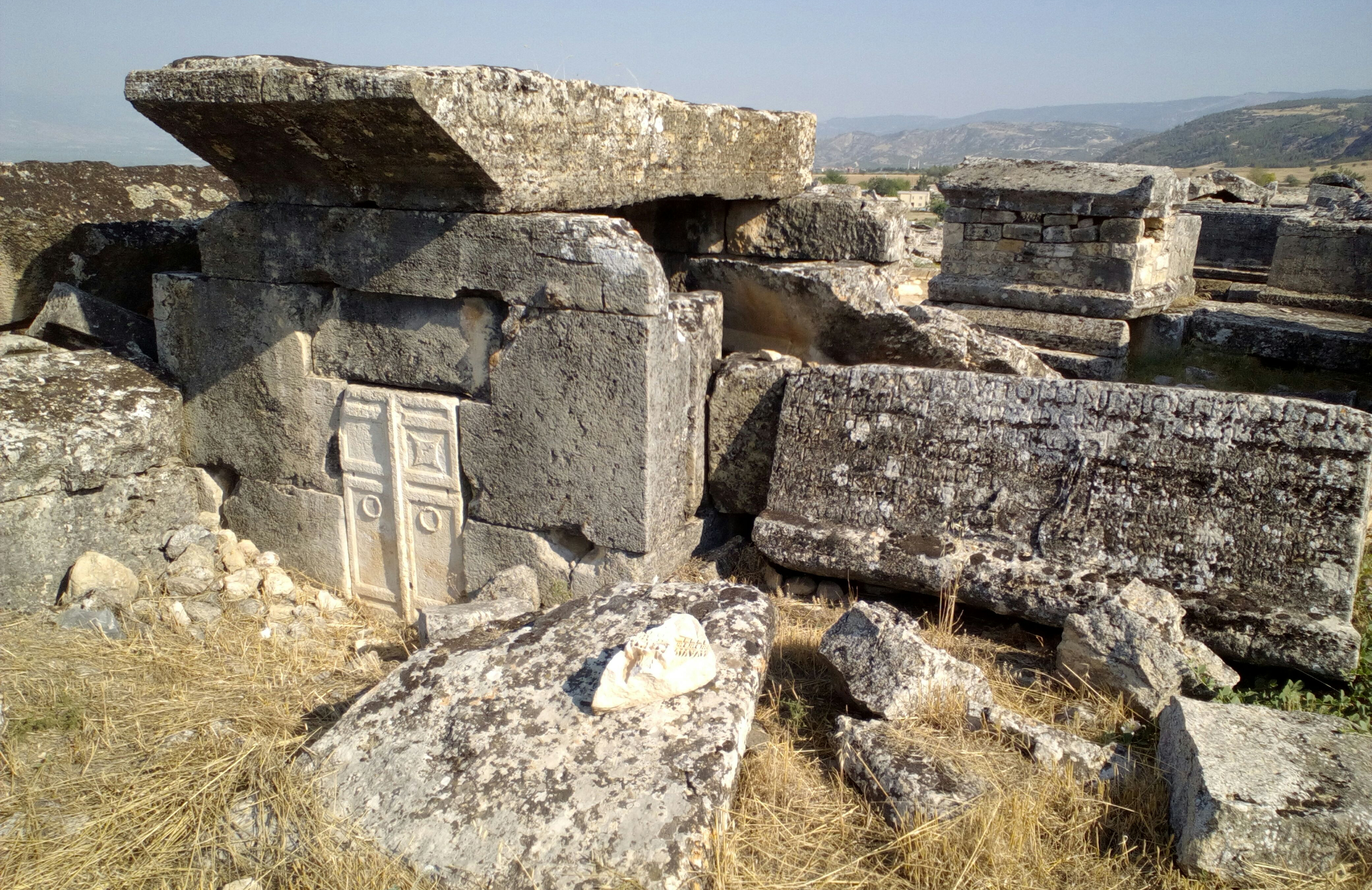
Gladiátorok sírja
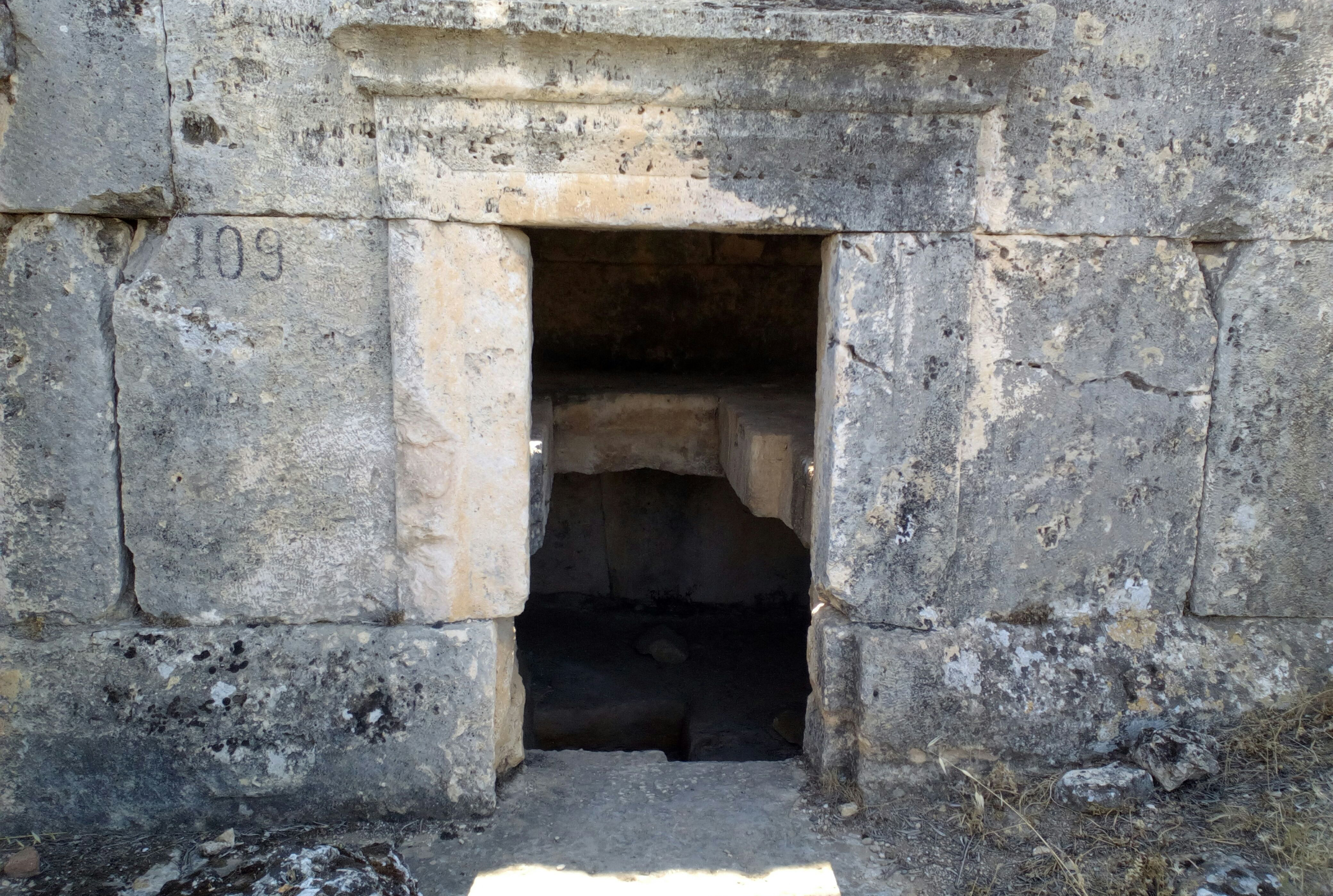
109-es sír
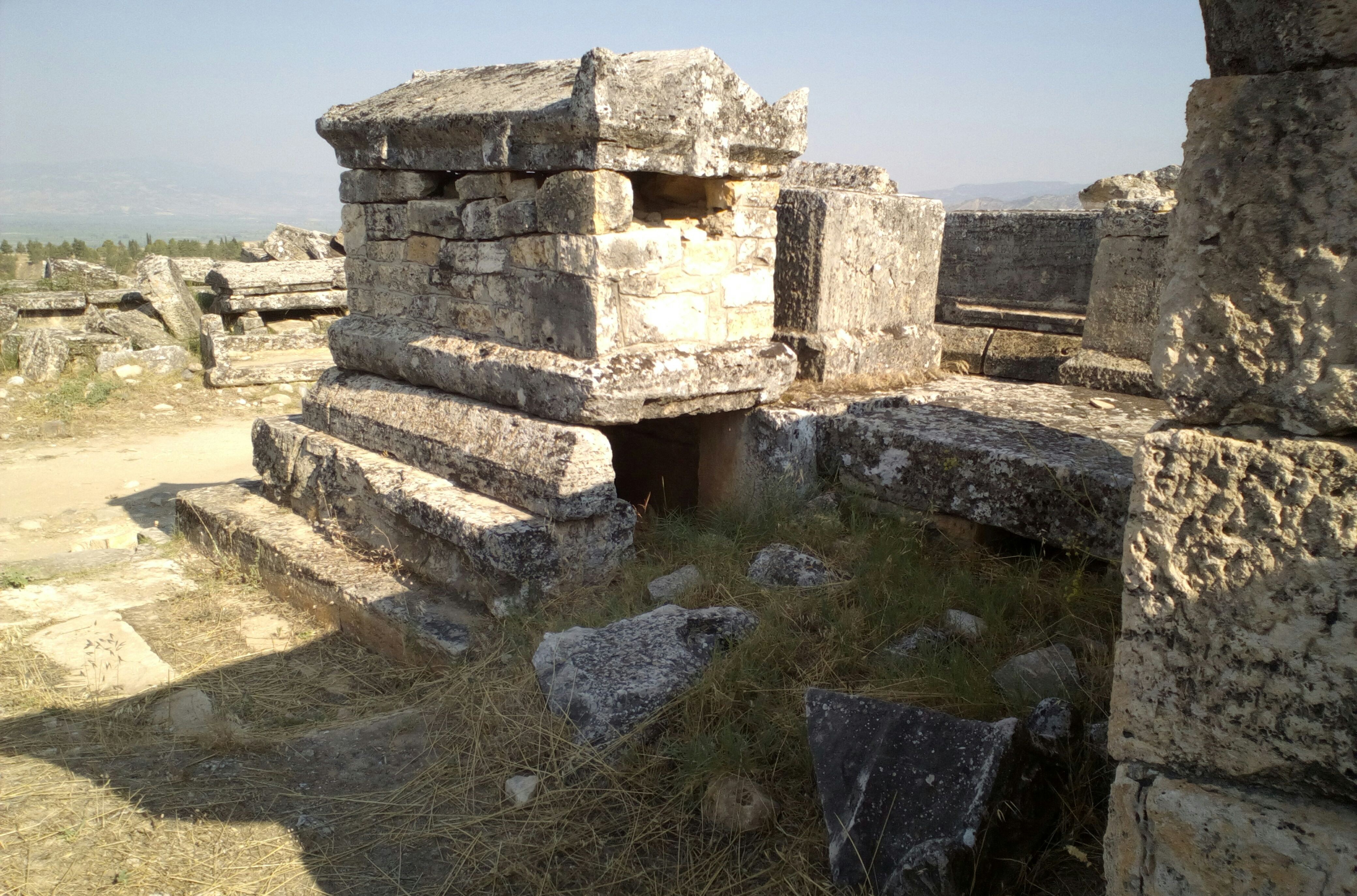
Jellegzetes közembersír
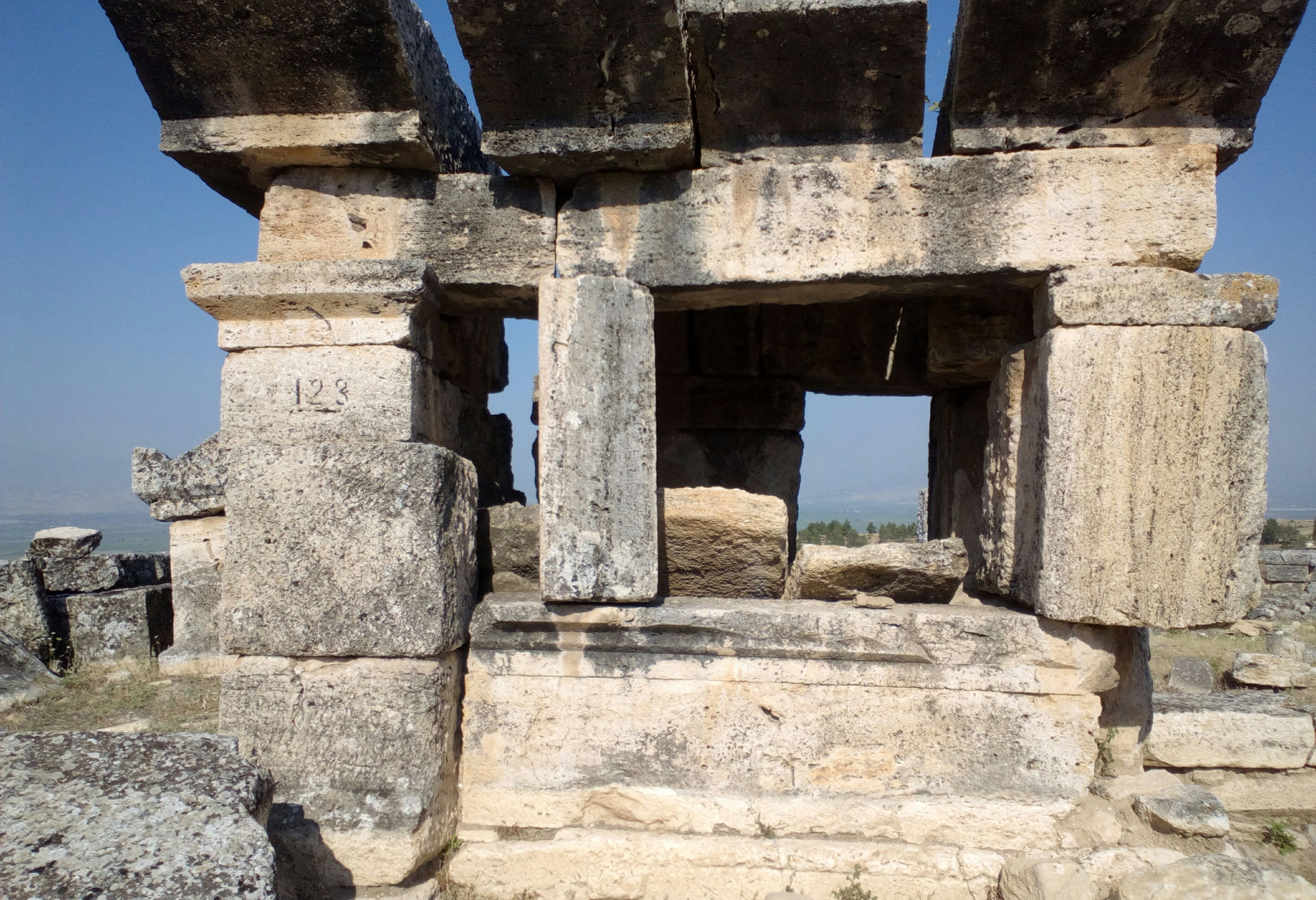
123-as sír
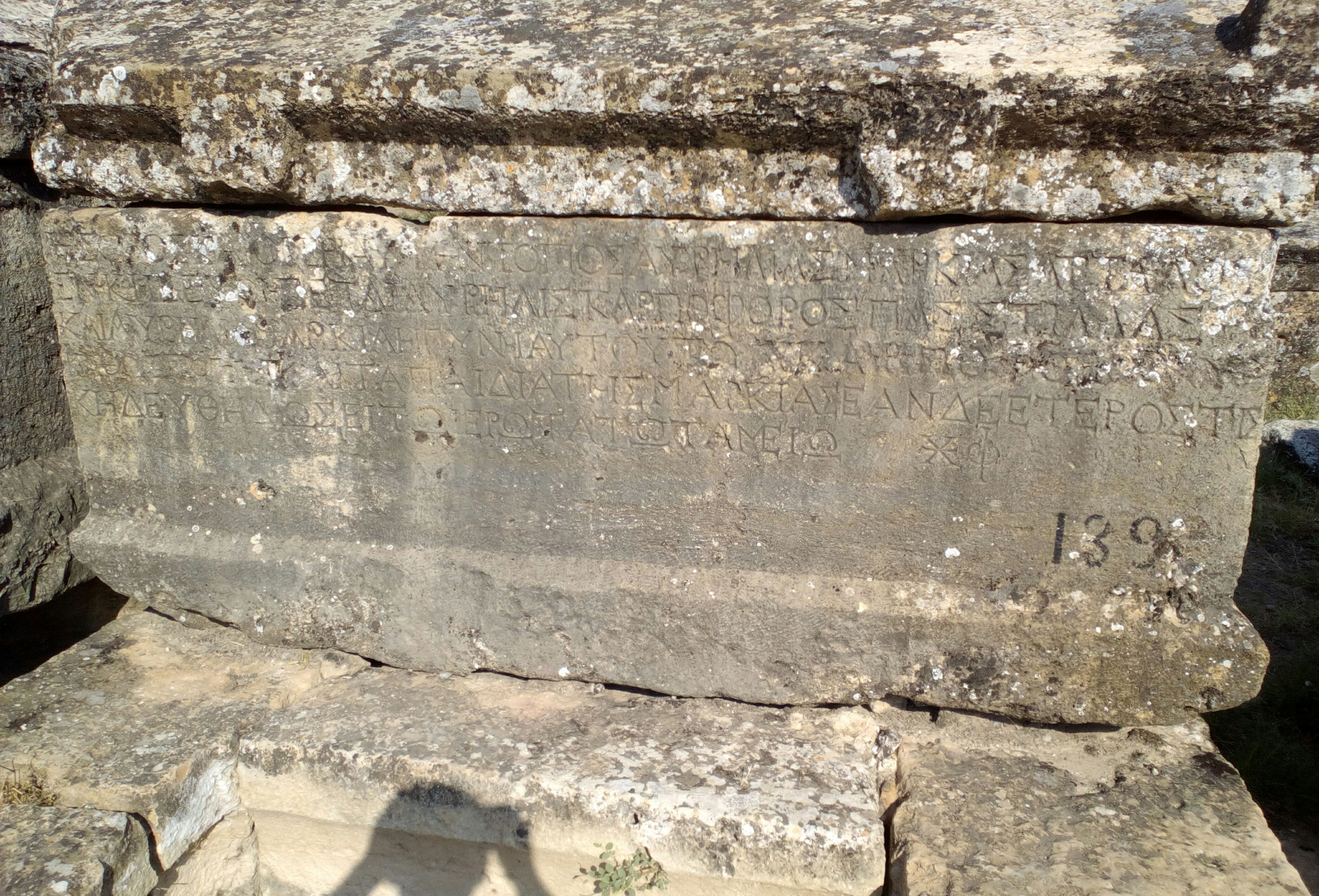
A 139-es sír felirata
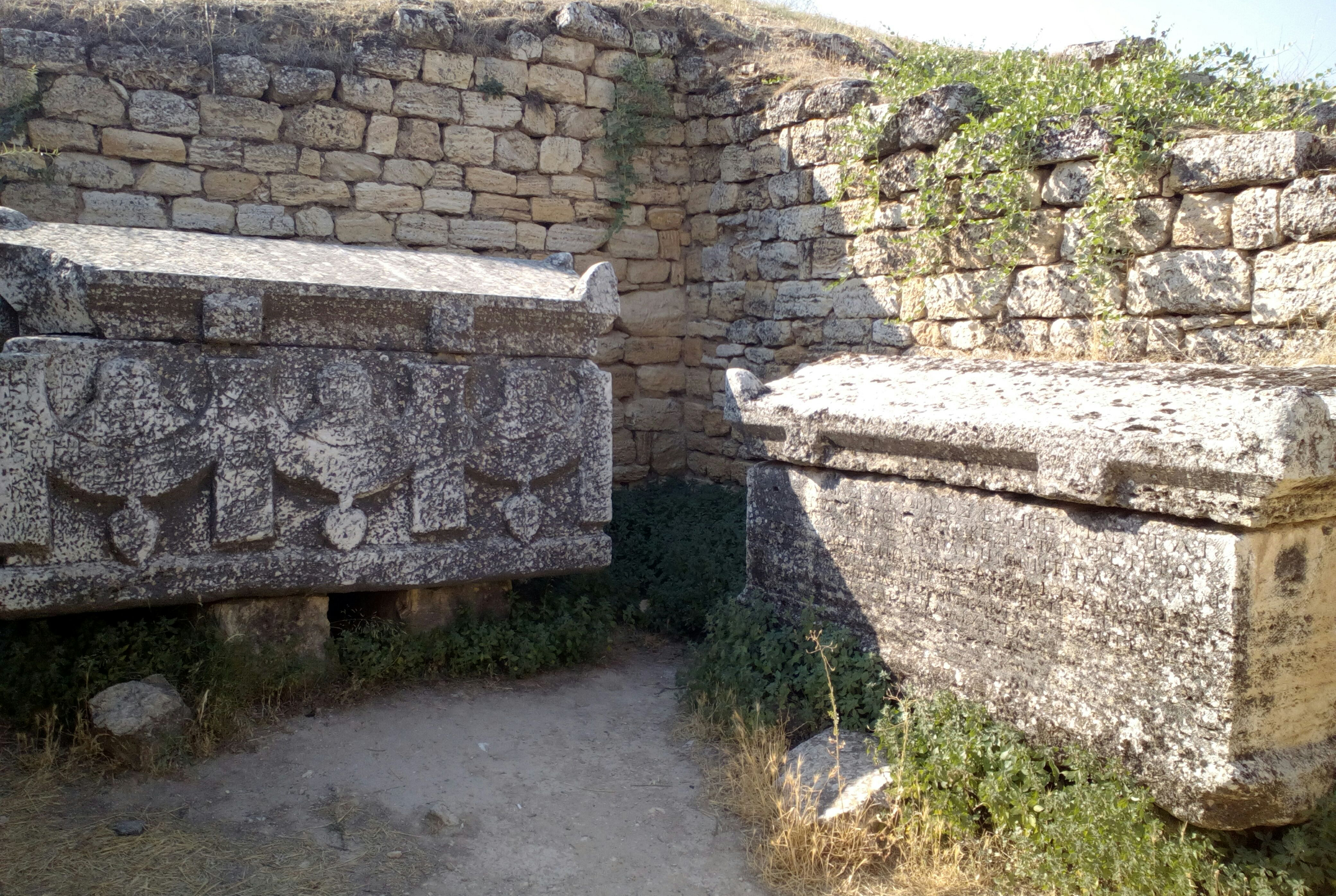
A 163-as sír belseje két szarkofággal
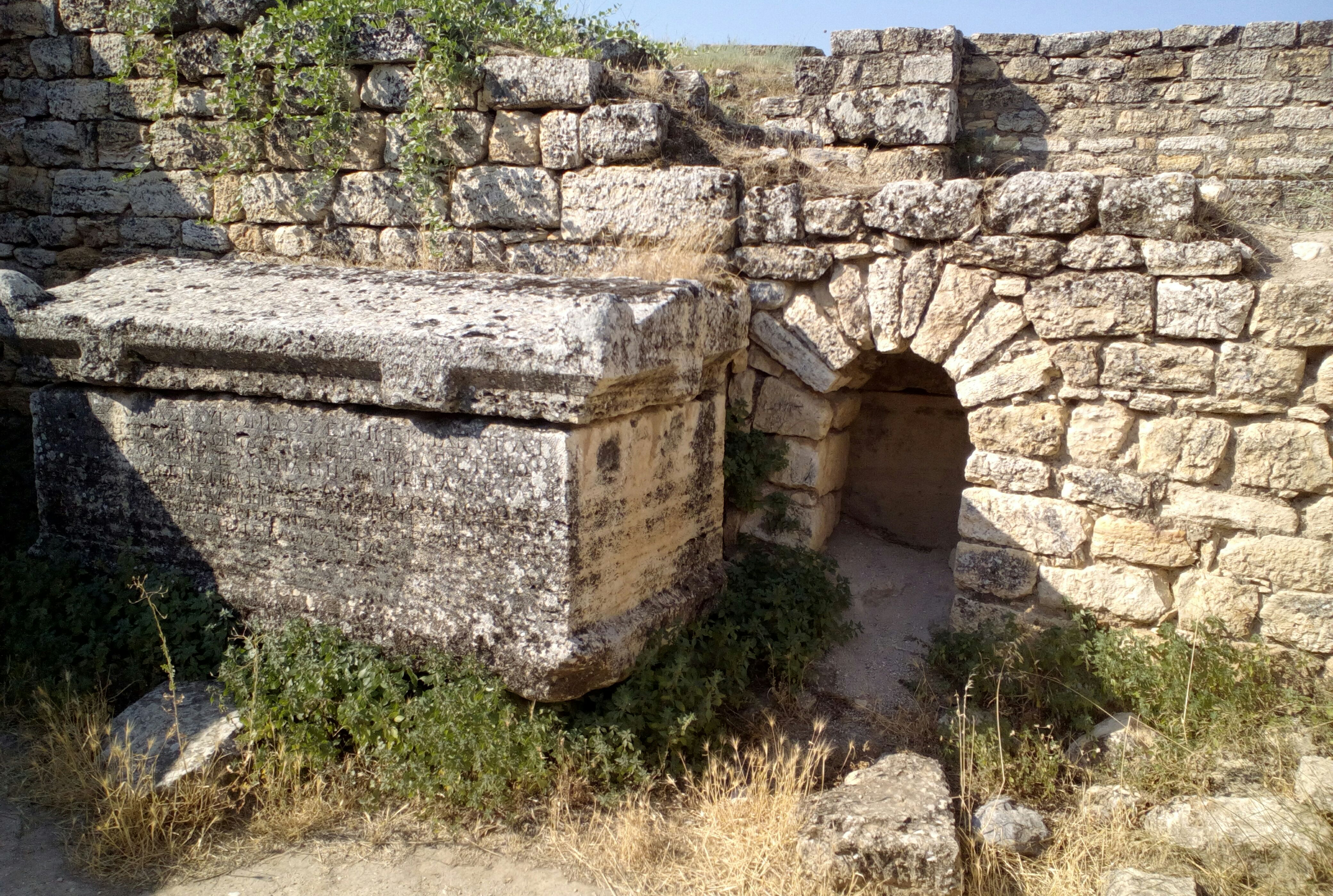
A 163-as sír másik helyisége
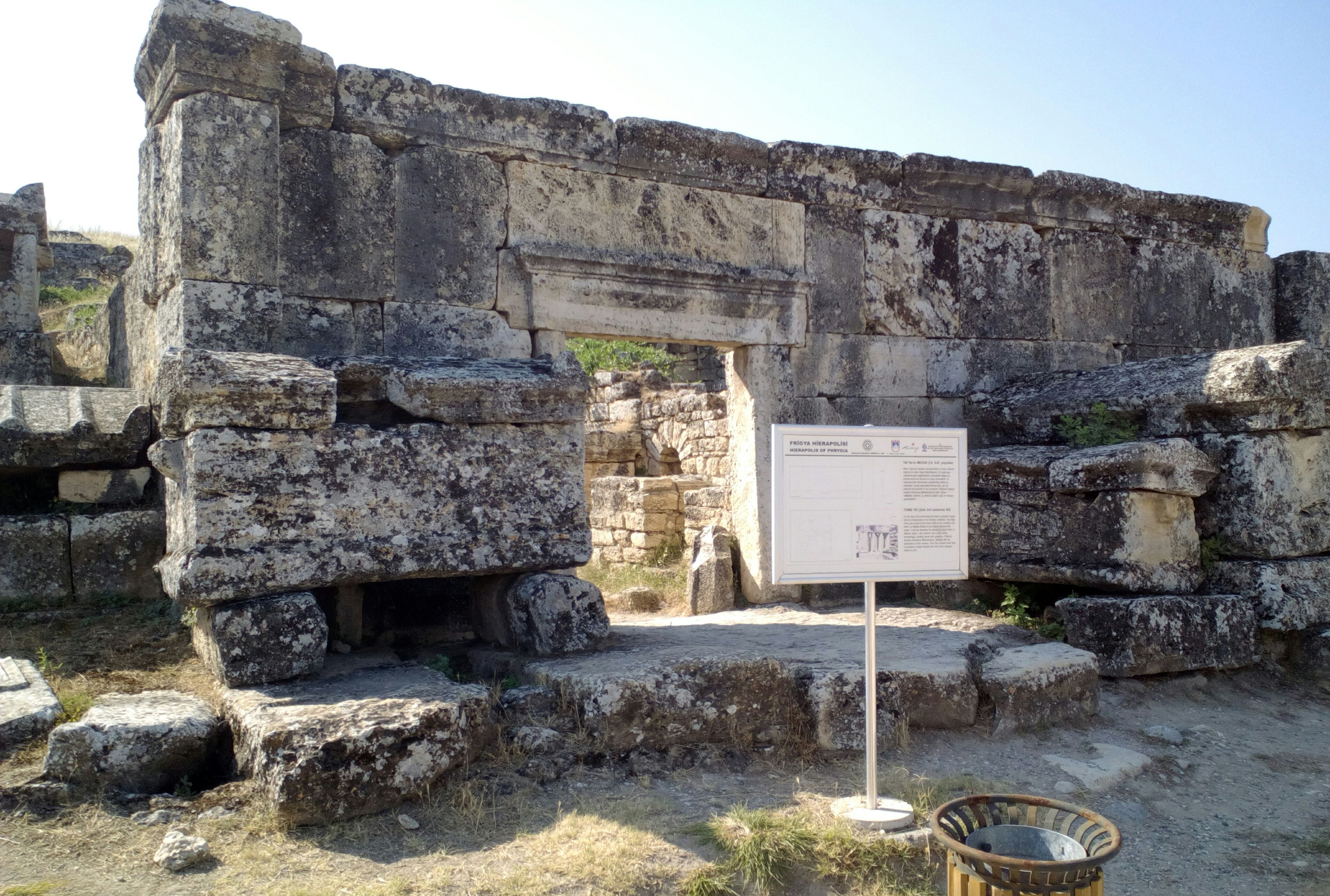
A 163-as sír kívülről
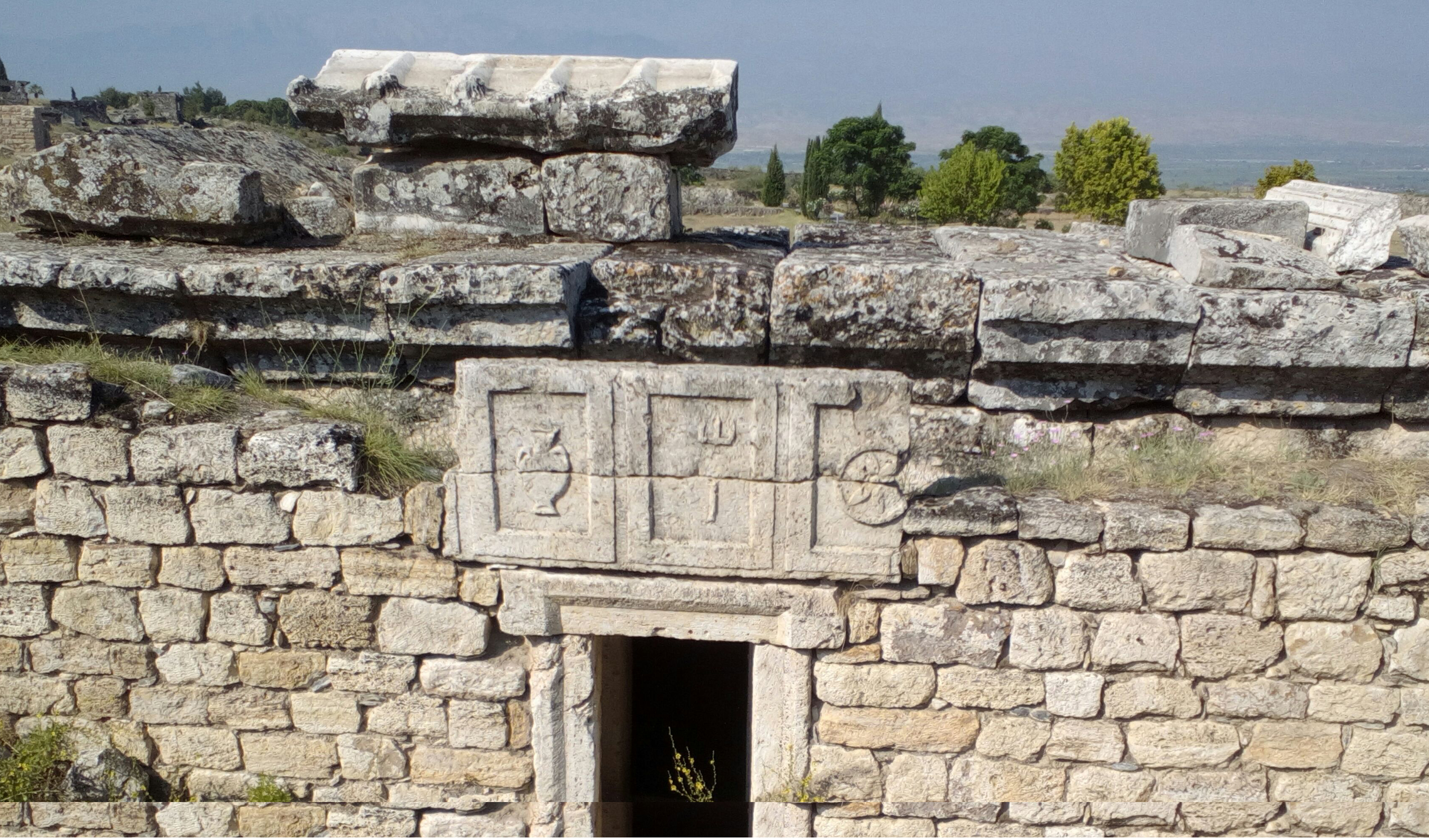
Gladiátorok sírja
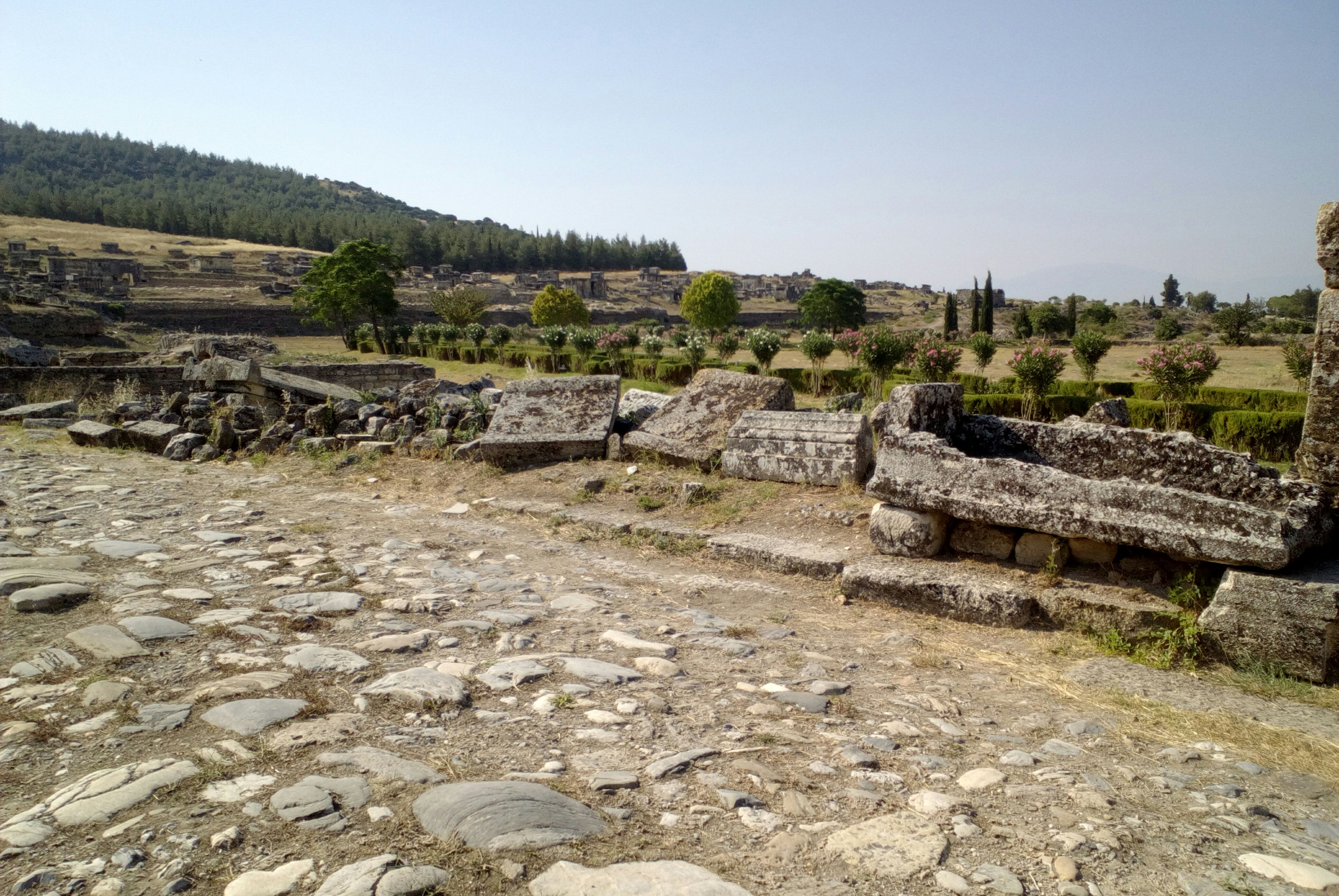
A nekropolisz látképe a város felé nézve
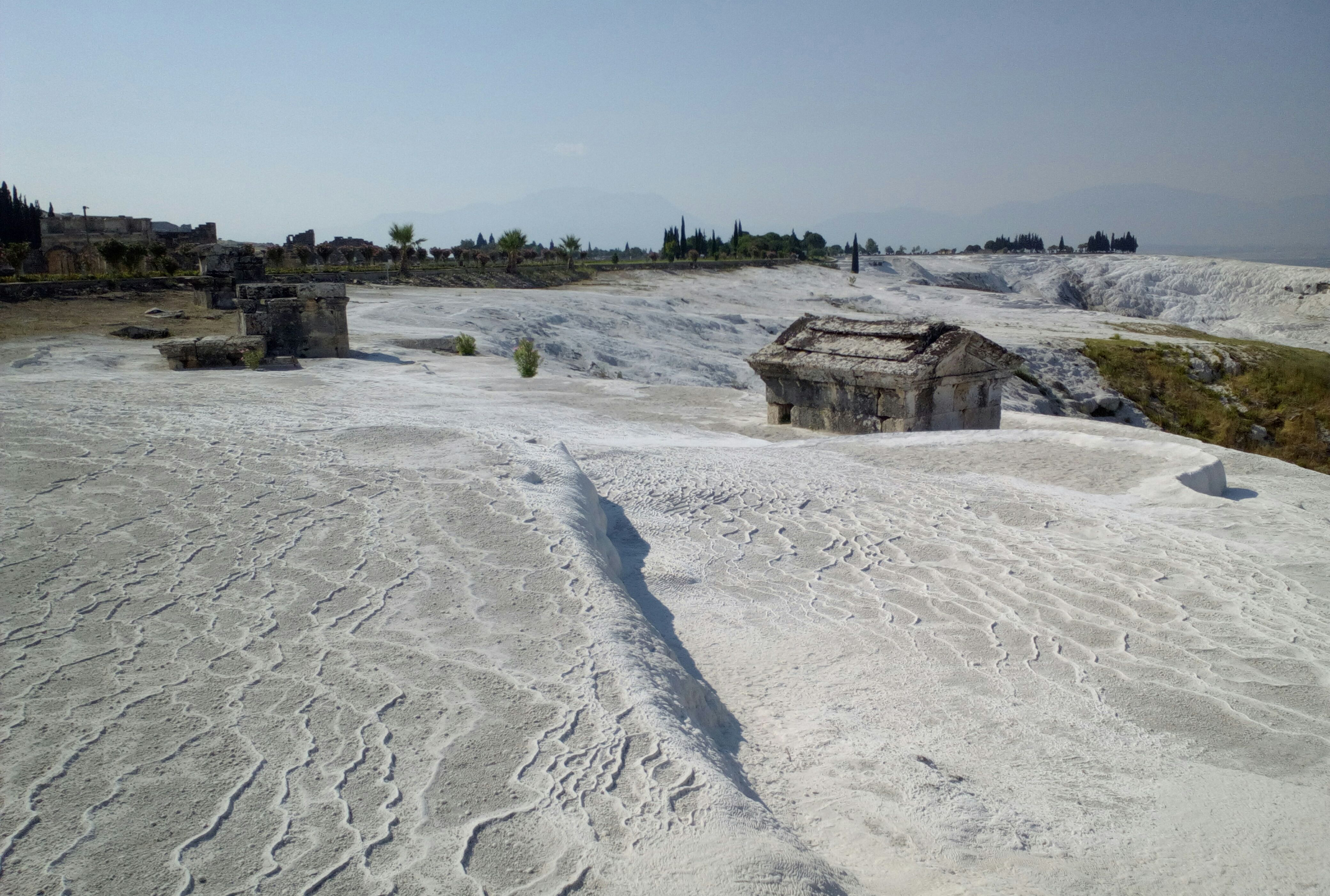
A nekropolisz széle később a vándorló hőforrásoké lett